# Butuceni, Orhei
Butuceni este un sat din cadrul comunei Trebujeni din raionul Orhei, Republica Moldova. Localitatea este situată pe malul râului Răut.

## Istorie
Satul Butuceni este menționat documentar pentru prima dată în 1616:
„Cu mila lui Dumnezeu noi, Radul voievod, domn al Țării Moldovei, înștiințare facem cu această carte a noastră tuturor celor, care o vor vedea, citi ori auzi. Iată slugile noastre adevărate, strănepoții lui Nicolae Golia, Gavril, Ivan, împreună cu rudele lor Andrieș, Eftimie, cu strănepoții lui Lașco..., Isac, strănepoții pârcălabului Albul, din satul Mașcăuți, au înaintat cerere înaintea noastră și a boierilor noștri, prezentând mărturia boierilor noștri hotarnici, pe care noi i-am trimis la fața locului, și din partea megieșilor, în care se spune, că toate documentele, pe care le-au primit de la strămoși, s’au pierdut în vremea prăzilor tătărești, și de aceea au cerut să le întărim stăpânirea lor după această mărturie a boierilor noștri.

…

Întâiul hotar al ocinei Mașcăuți începe din dreptul..., unde este piatră de hotar vece, care o desparte de ocina Bălșești dinspre partea de jos; ...[sunt enumerate mai multe sate de pe hotar]…; de acolo valea spre apa Răutului, lângă schitul pârcălabului Albul, în dreptul Râposului, la vale, lângă locurile de mori pe gura Culicoucăi la vale până la gura Morovatei, iar apoi cursul apei până la căderea acesteia în apa Țigăncii, unde este piatră hotar dinspre ocina lui Golia, numită Butuceni, de neamul lor Portărești; de acolo la deal, mai sus de fântâna lui Lefter mult la vale până la dealul Cușmarăucăi, unde sânt trei pietre hotar, care despart ocina lui Golia, numită Butuceni, de ocina Bălșești și Mașcăuți, de acolo la vale lângă pădure până la un păr, unde este piatră de hotar, care desparte de Bălșești. După aceste hotare veci de jur împrejur să se ție stăpânirea lor.

…

Pentru mai mare tărie celor scrise mai sus i-am poruncit credinciosului nostru boier, marelui logofăt, Gheorghe să scrie și să lege pecetea noastră la această carte a noastră.

A scris dascălul Filaretov în anul 7125 <1616> octombrie 12.”

## Atracții turistice

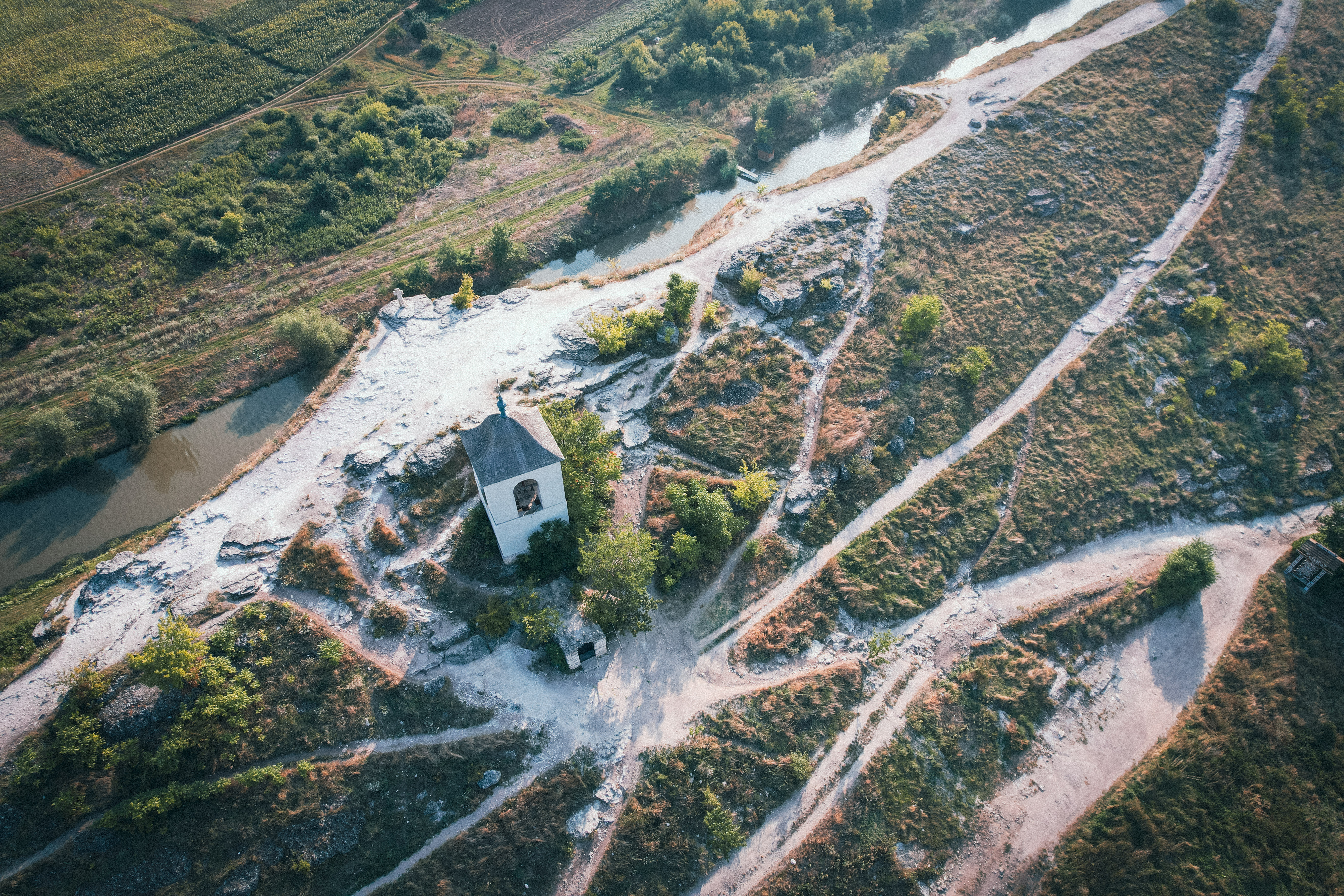
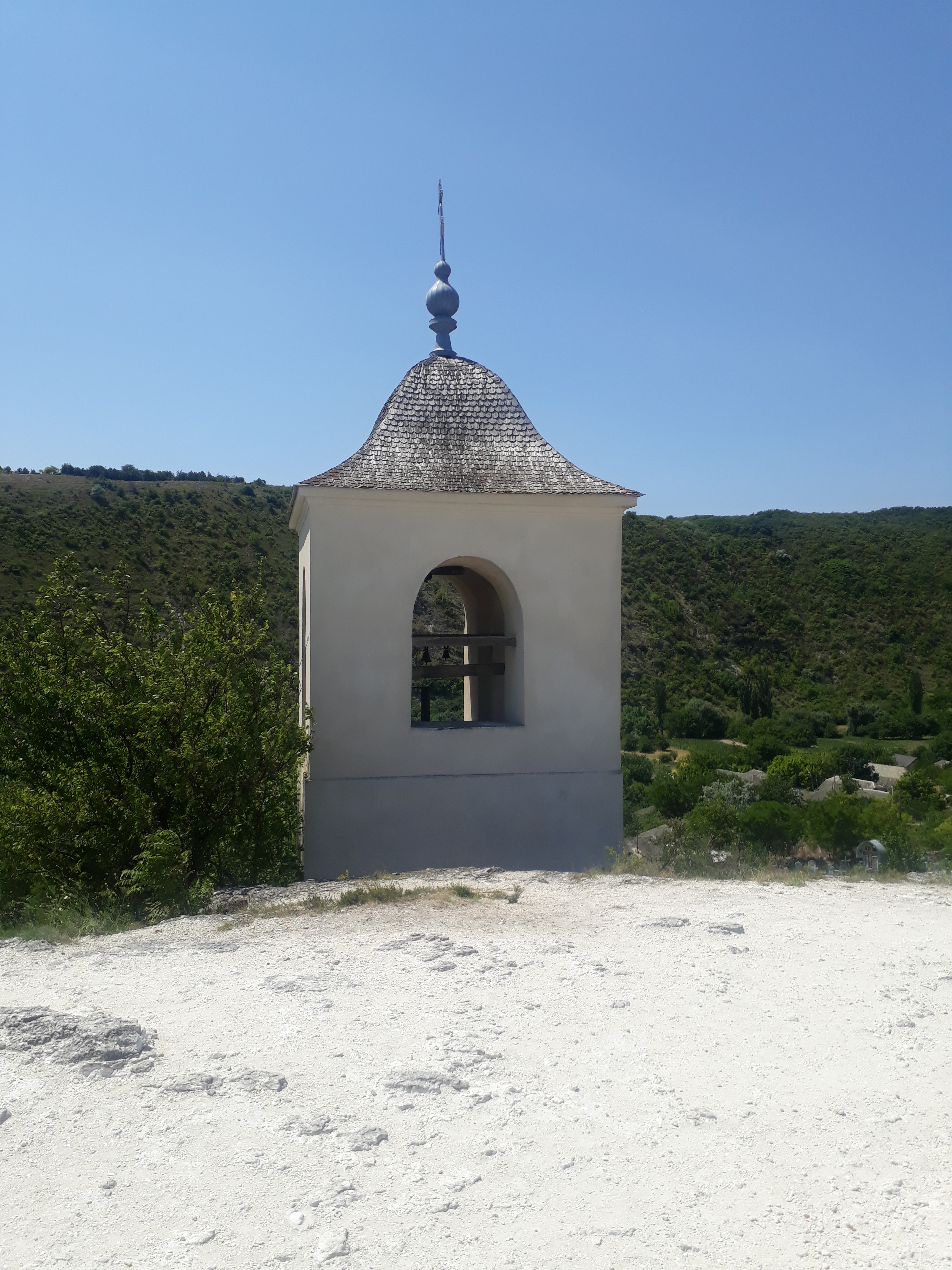
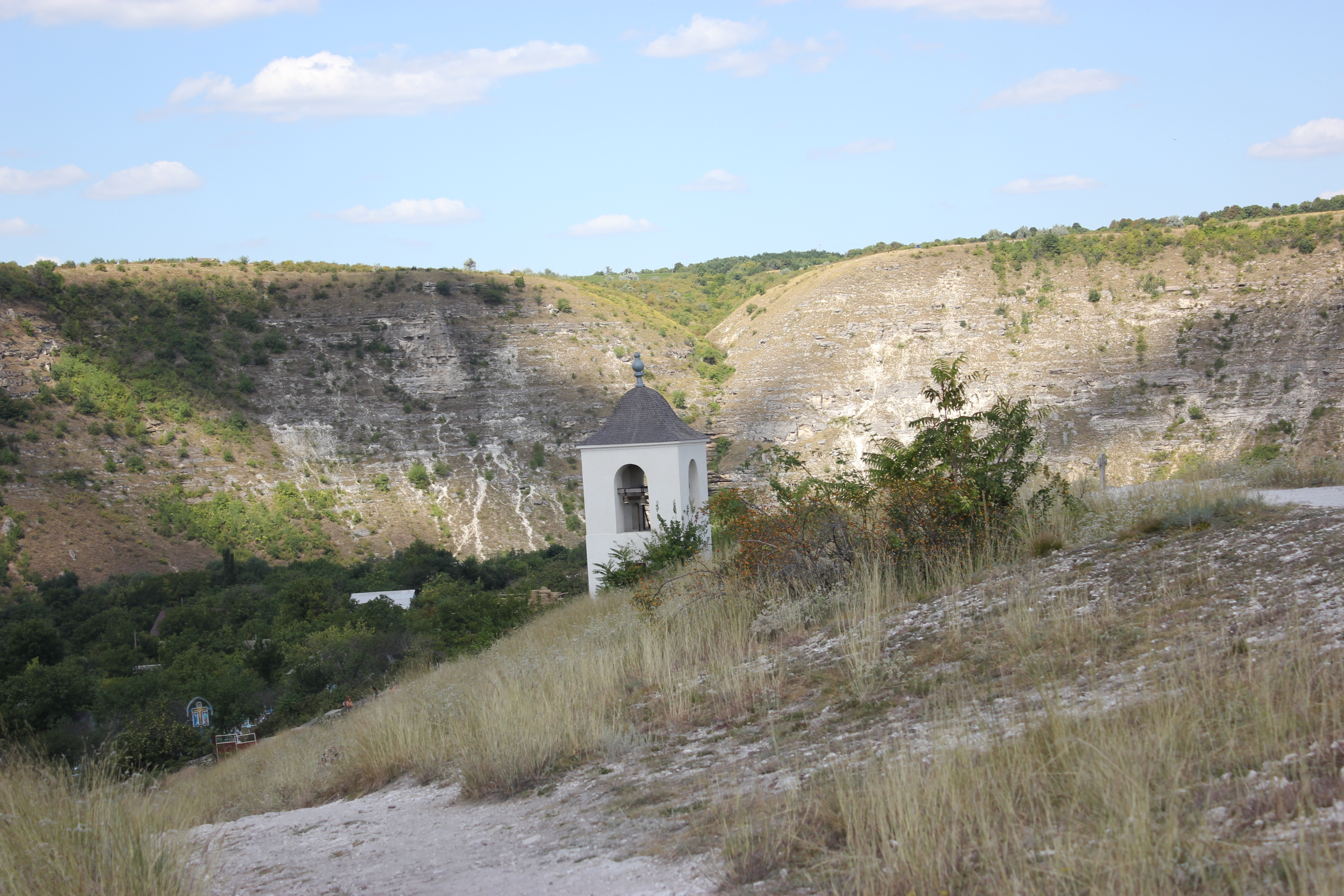
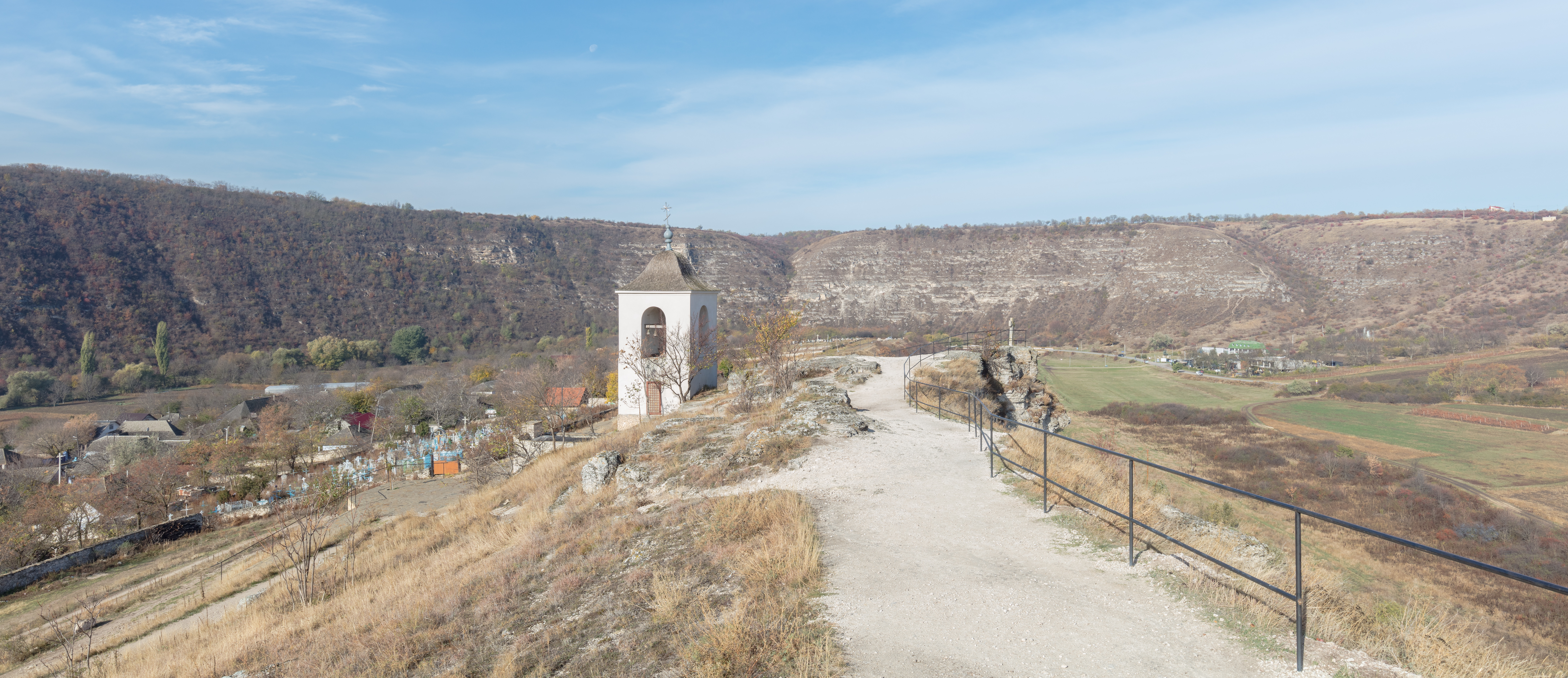
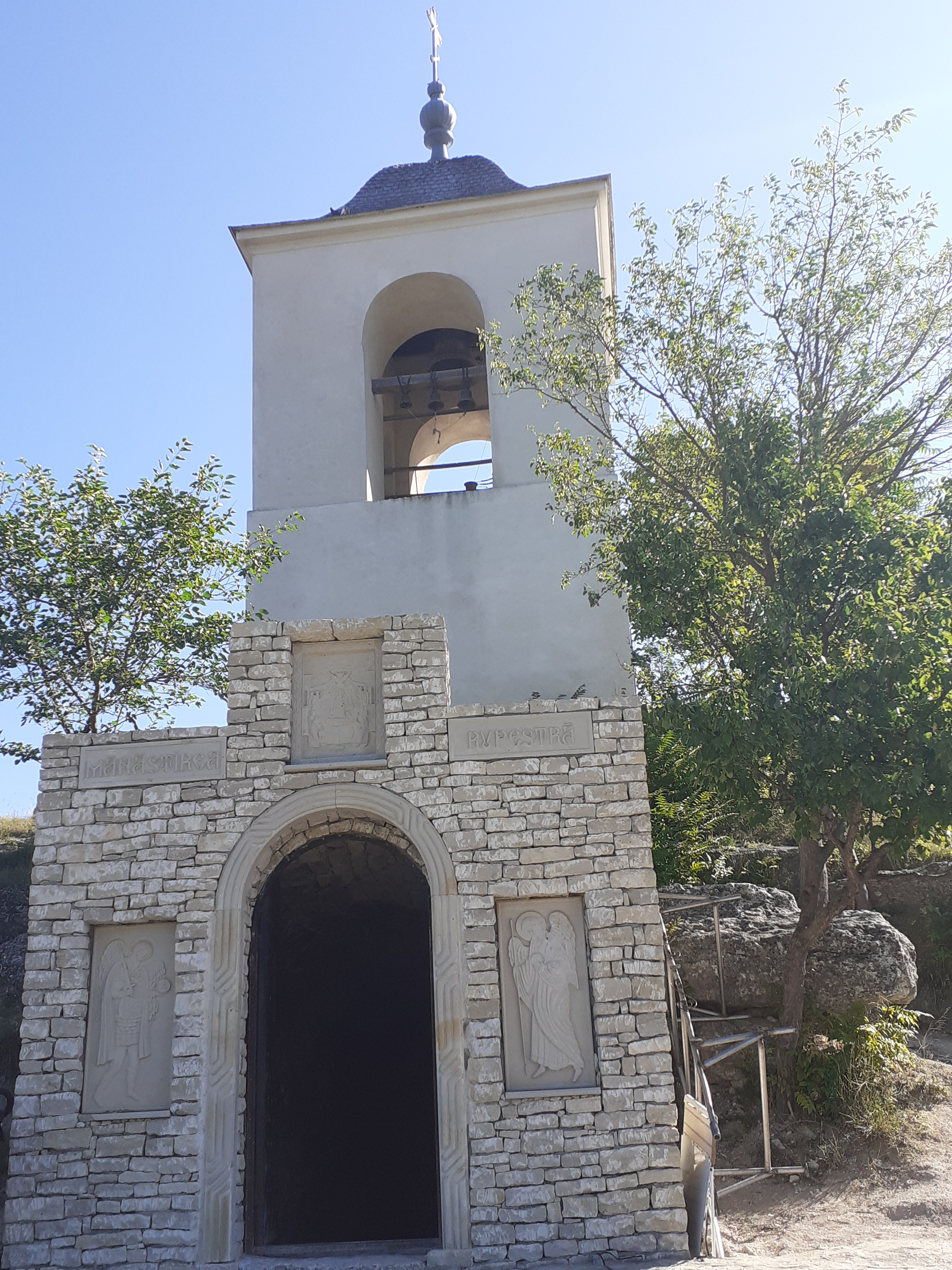

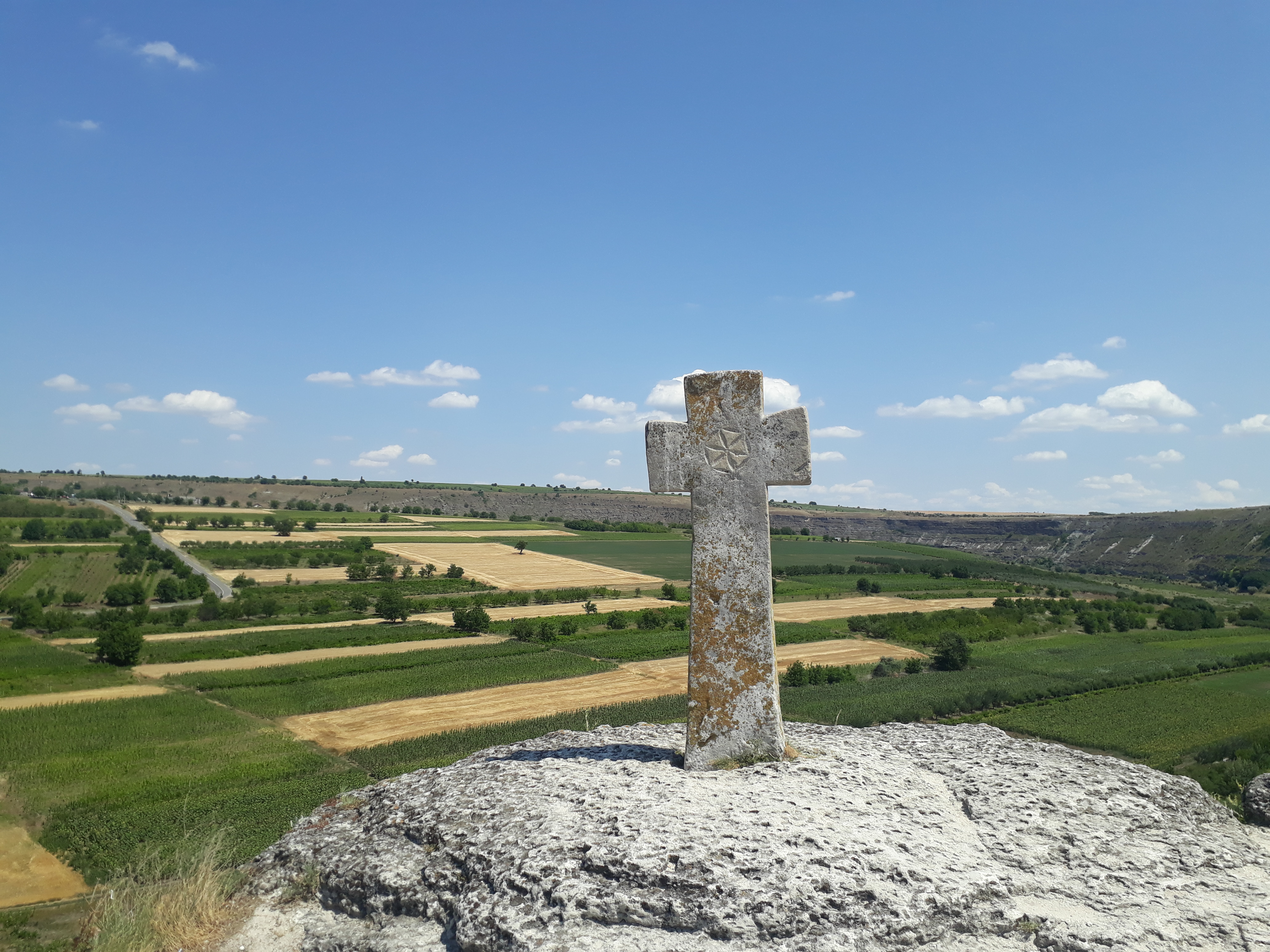
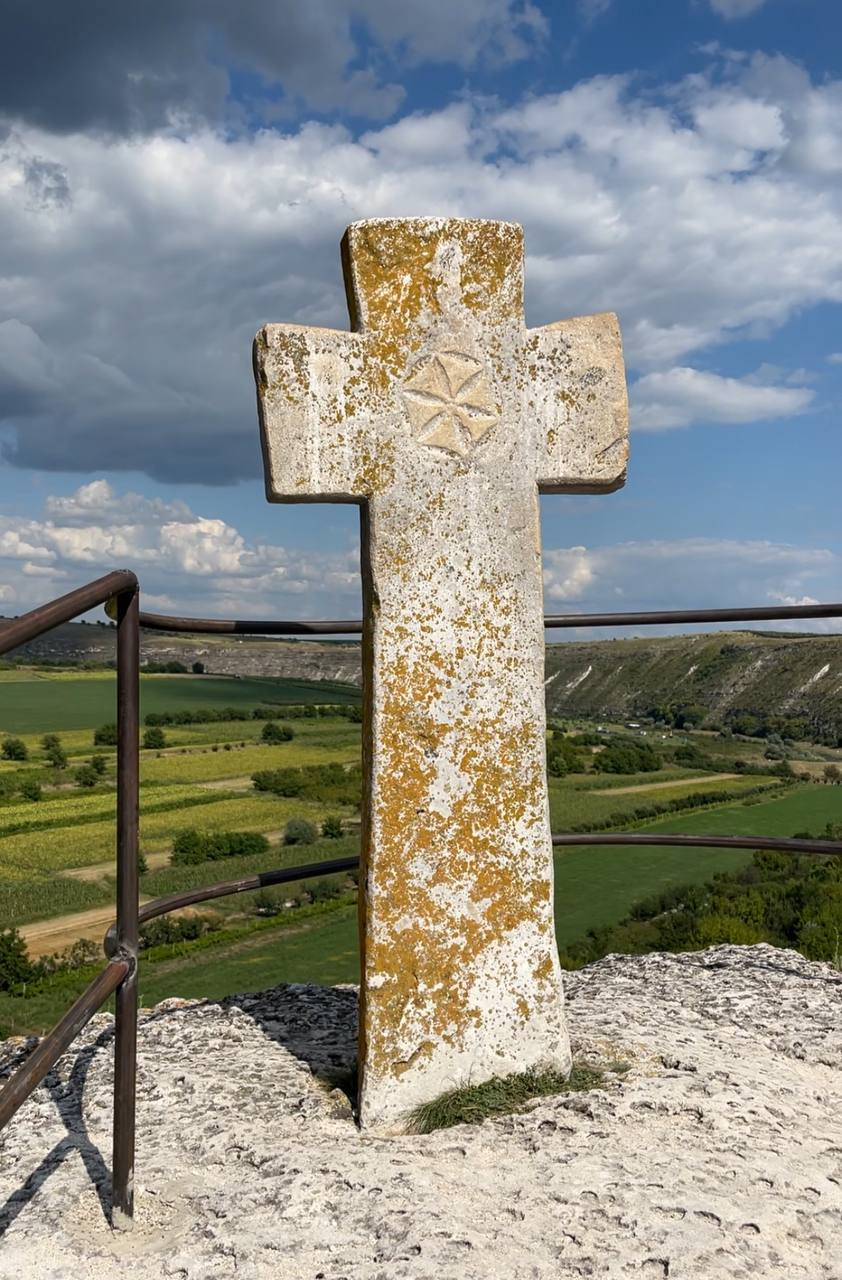
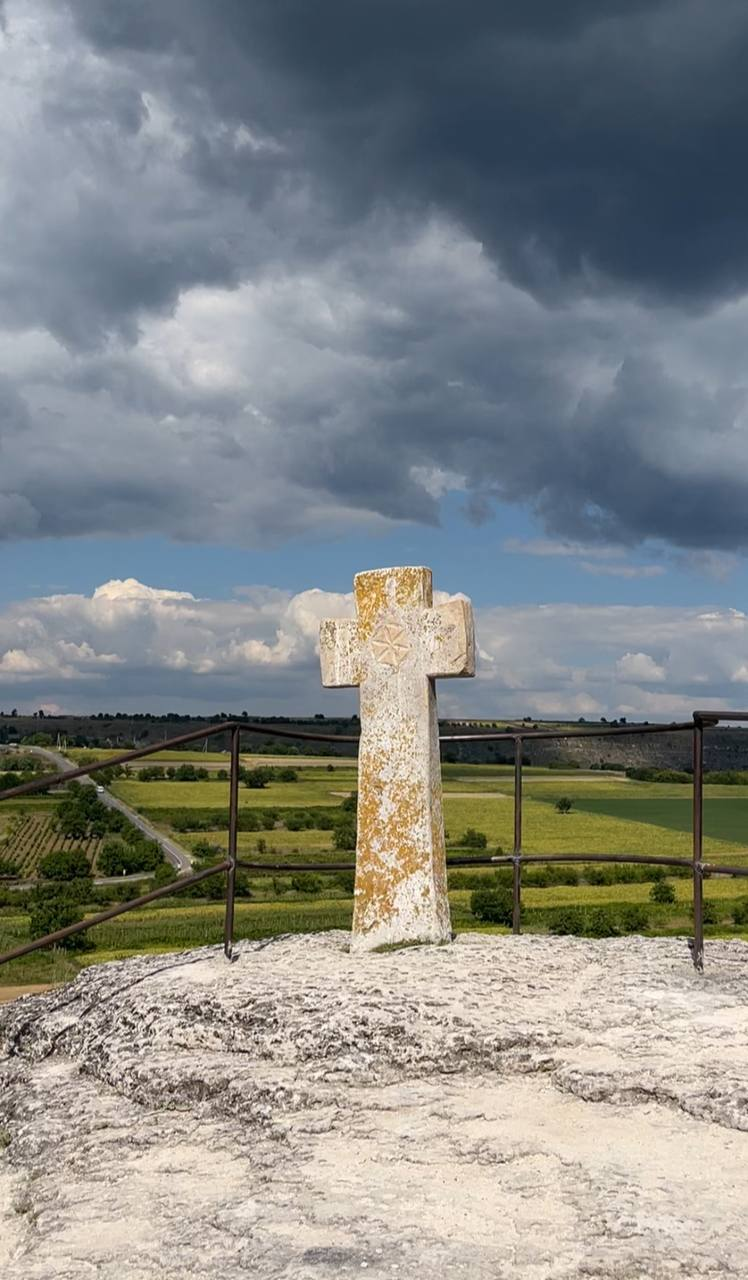
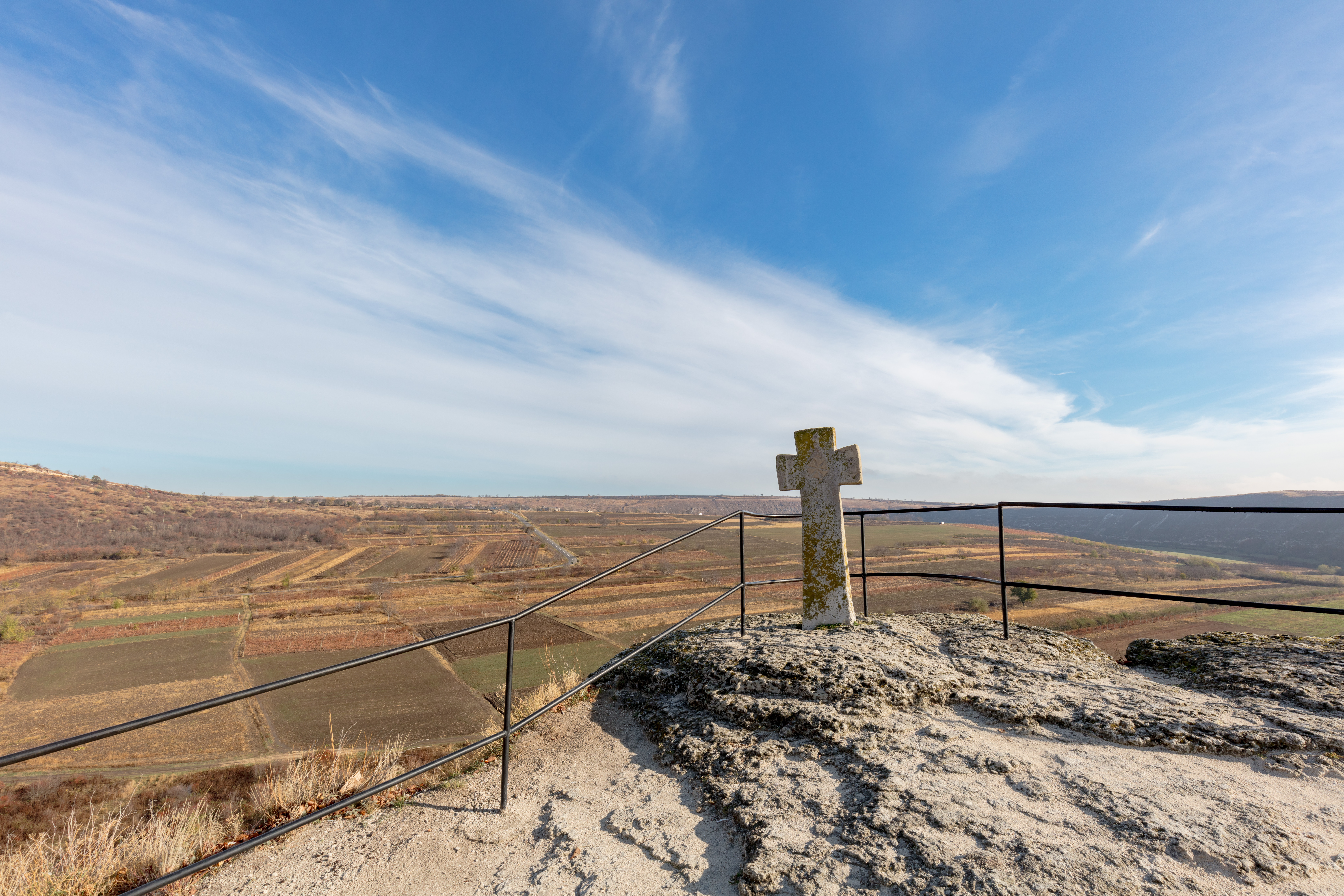

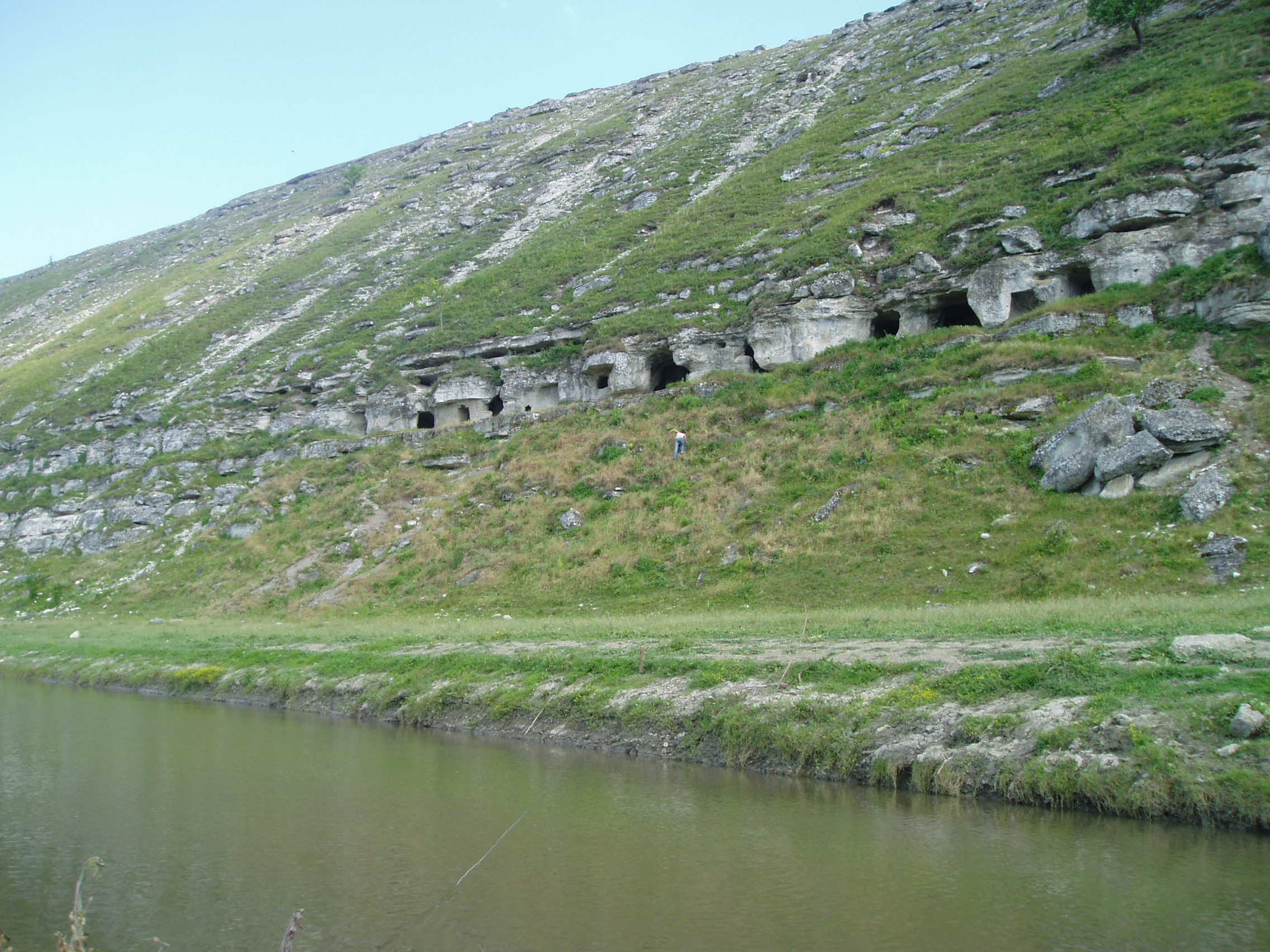
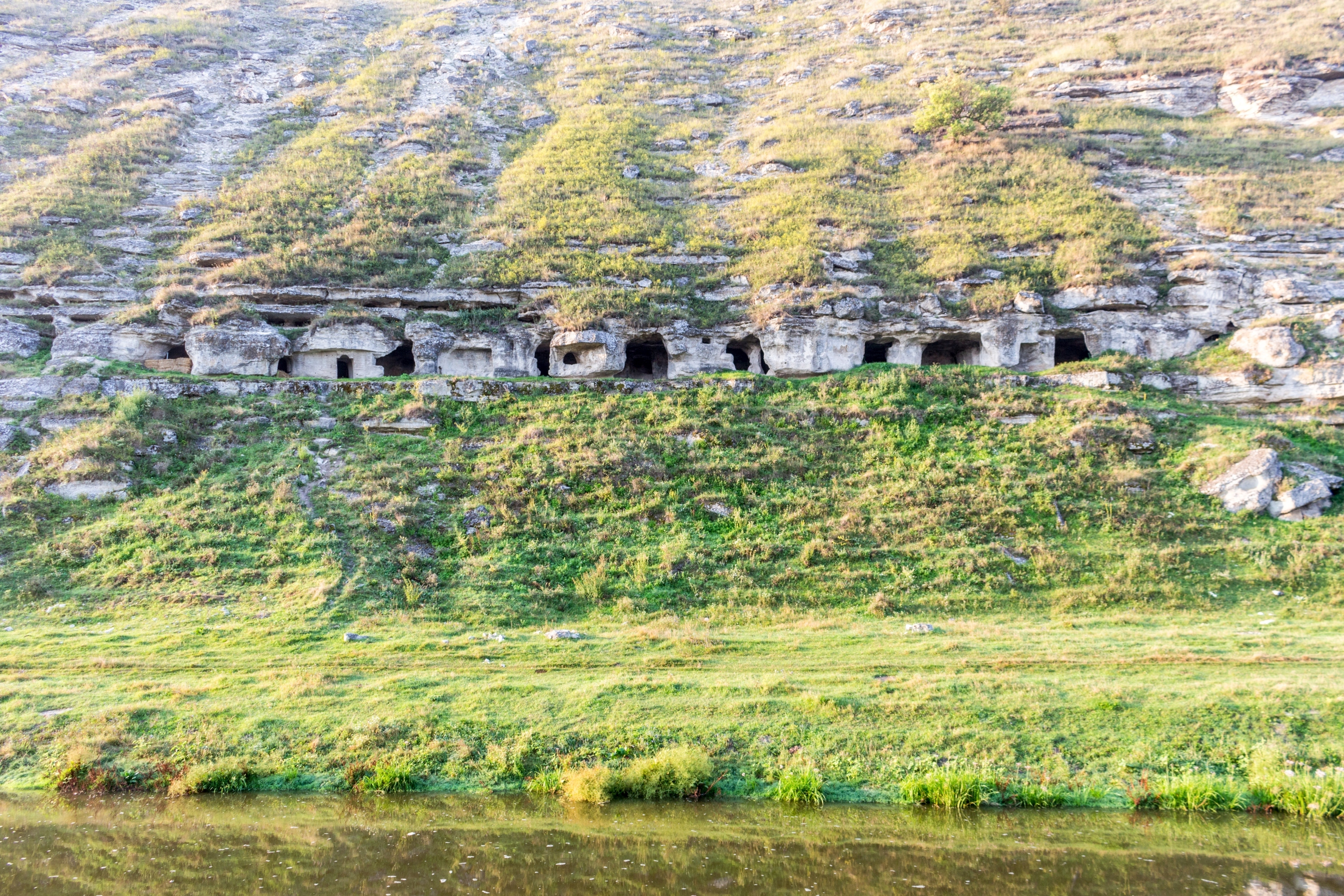
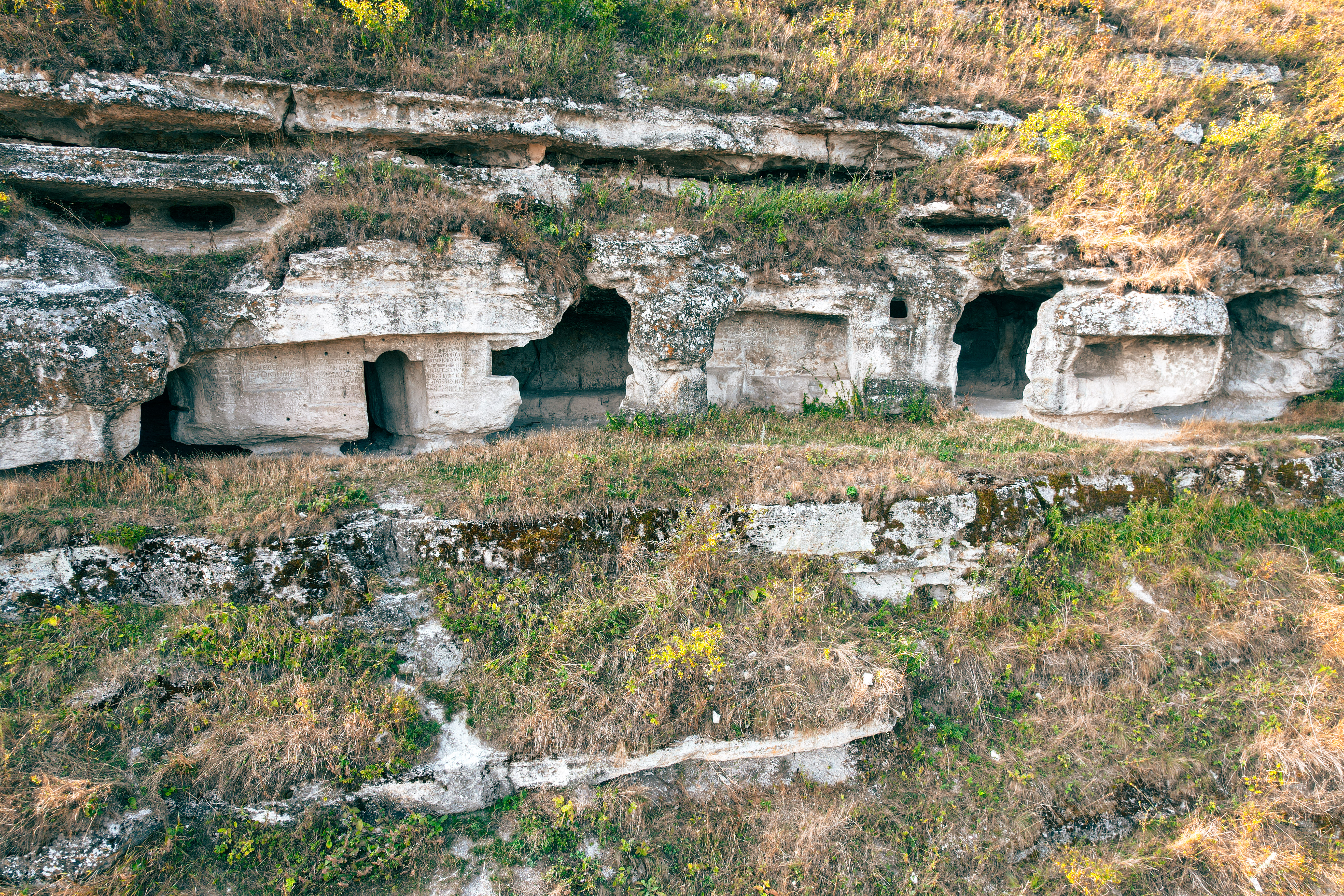
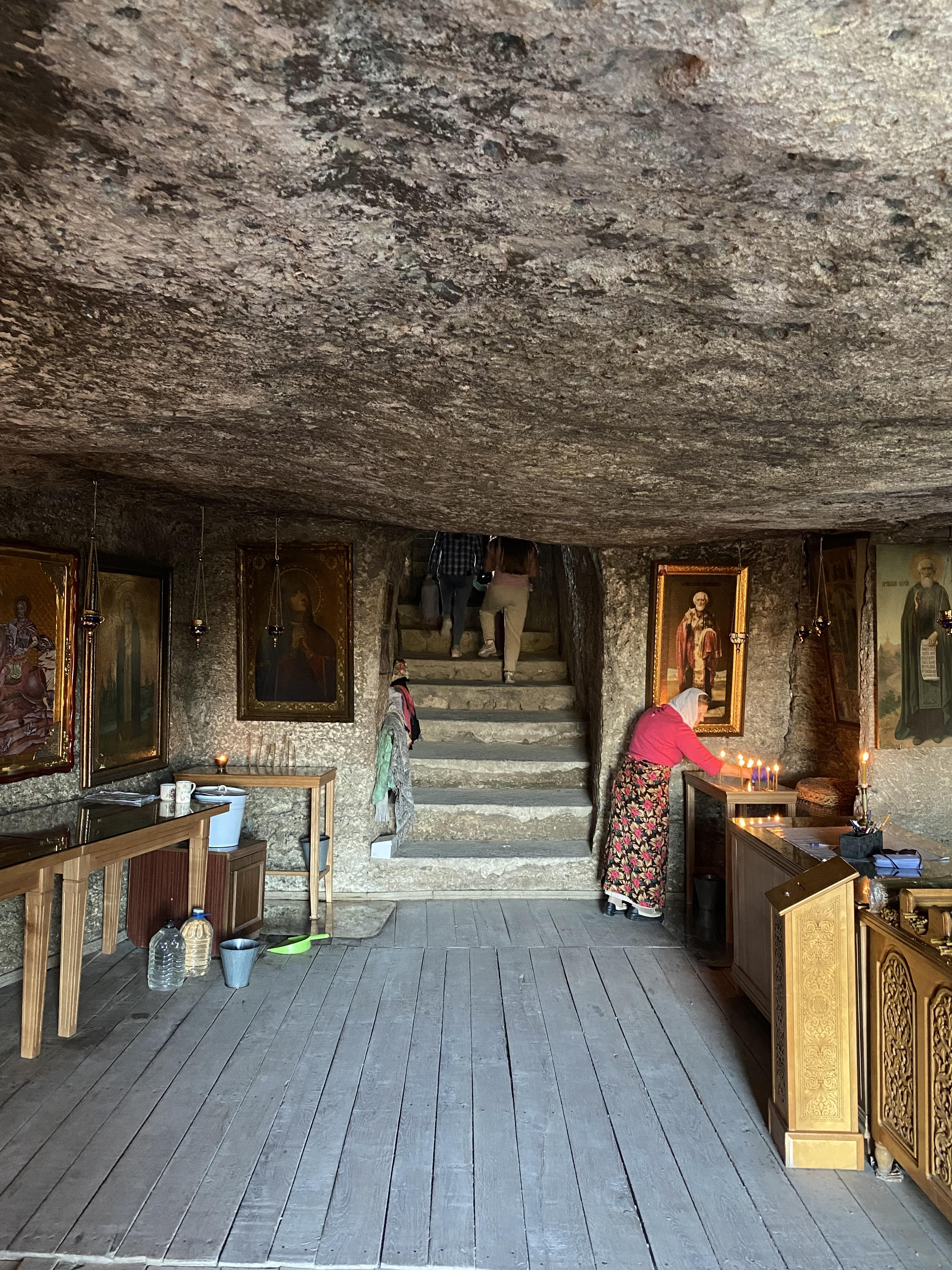
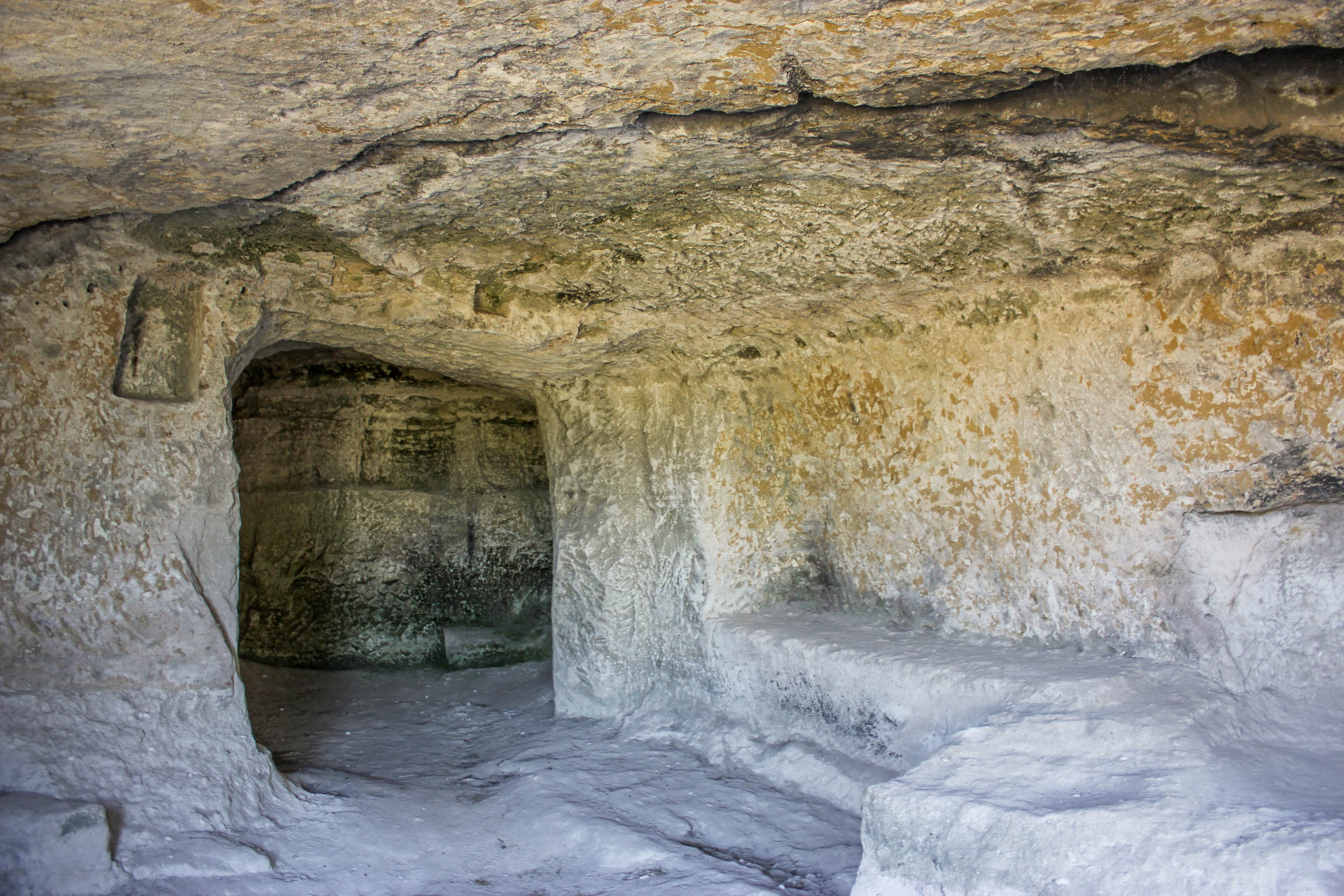
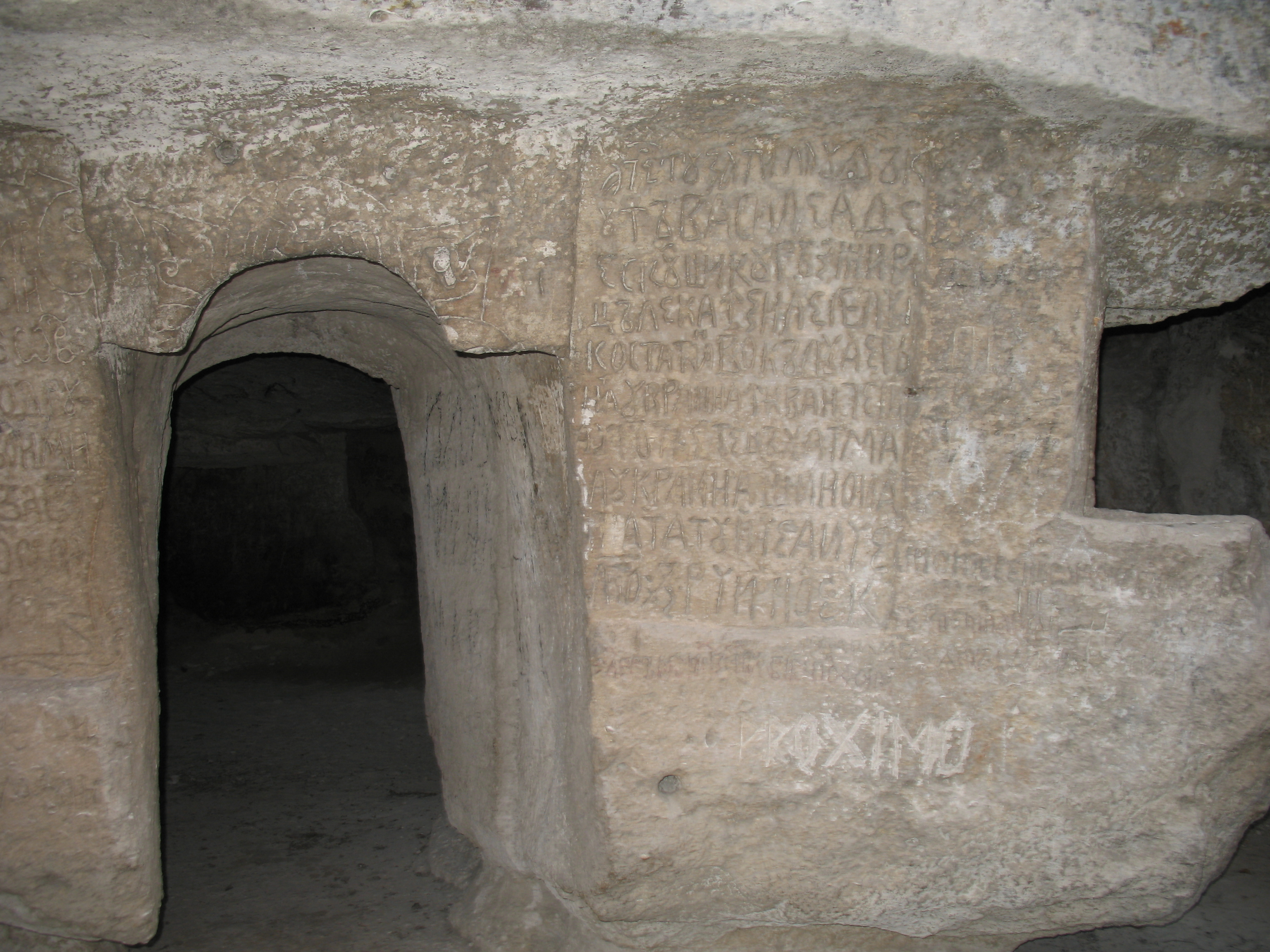

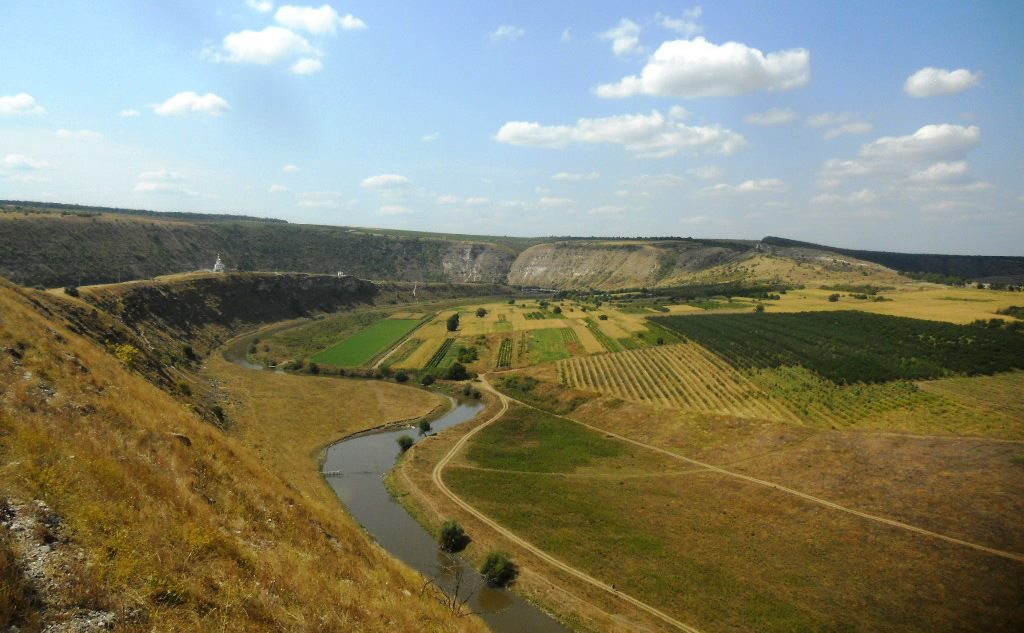
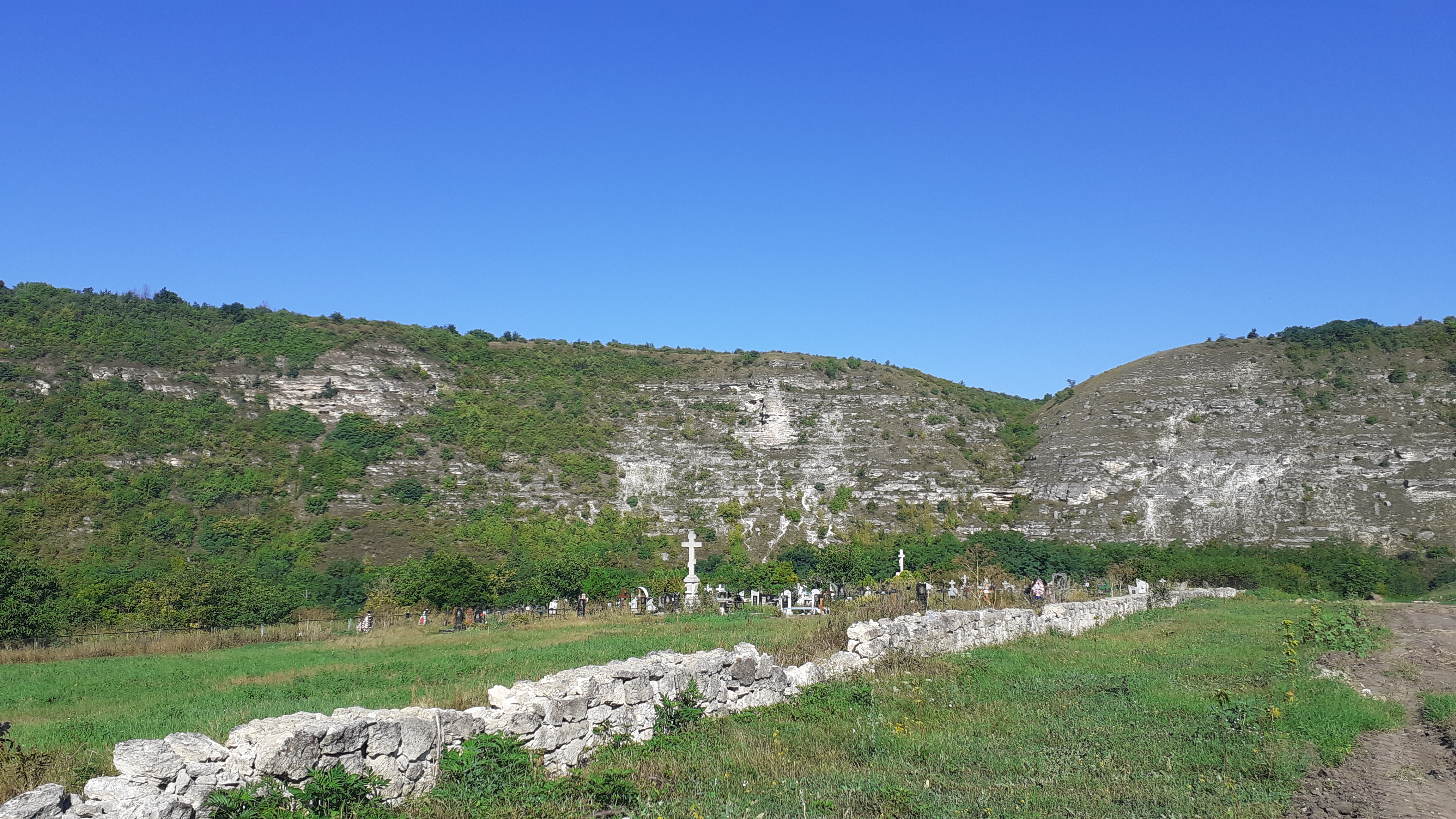
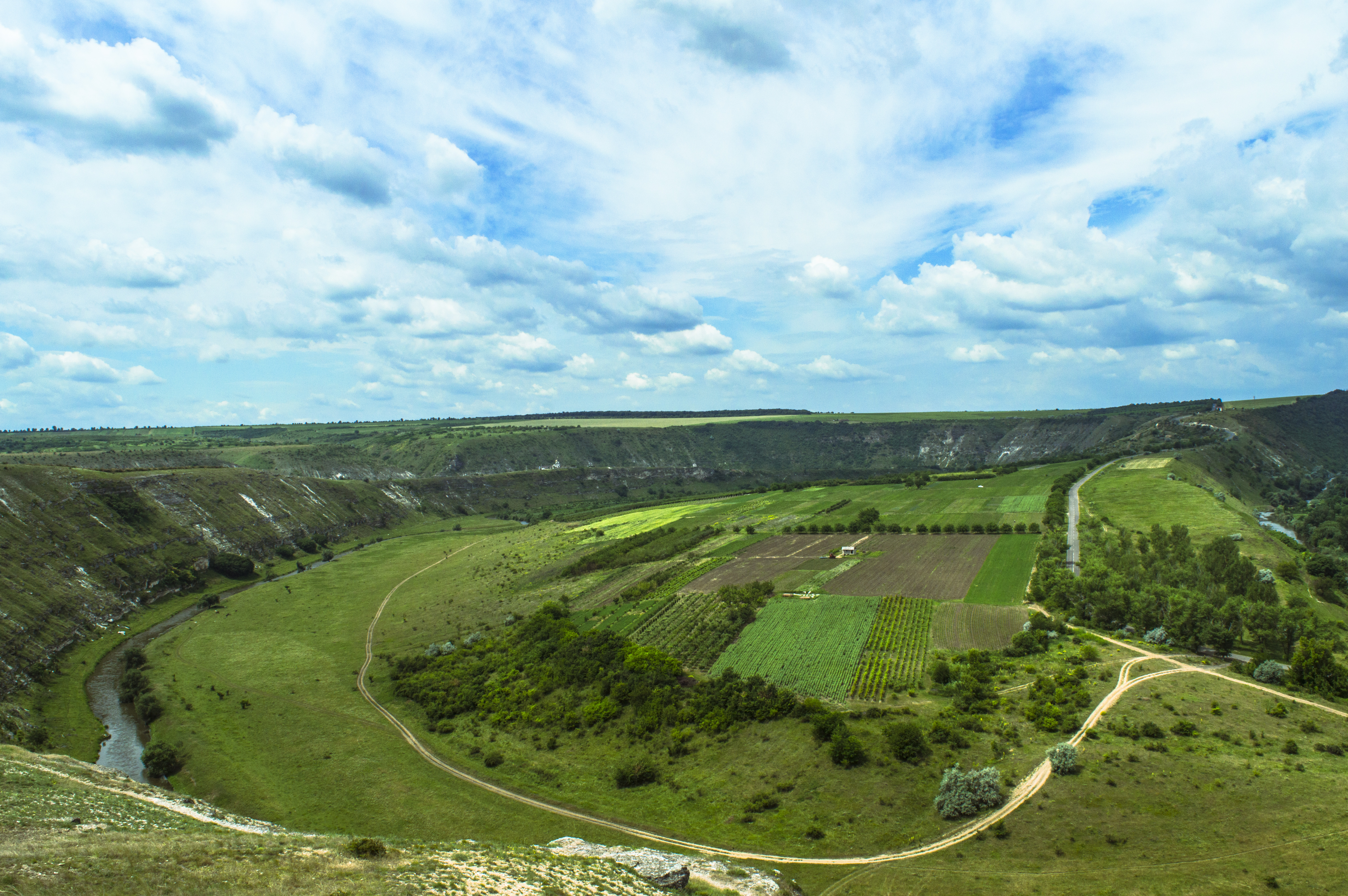
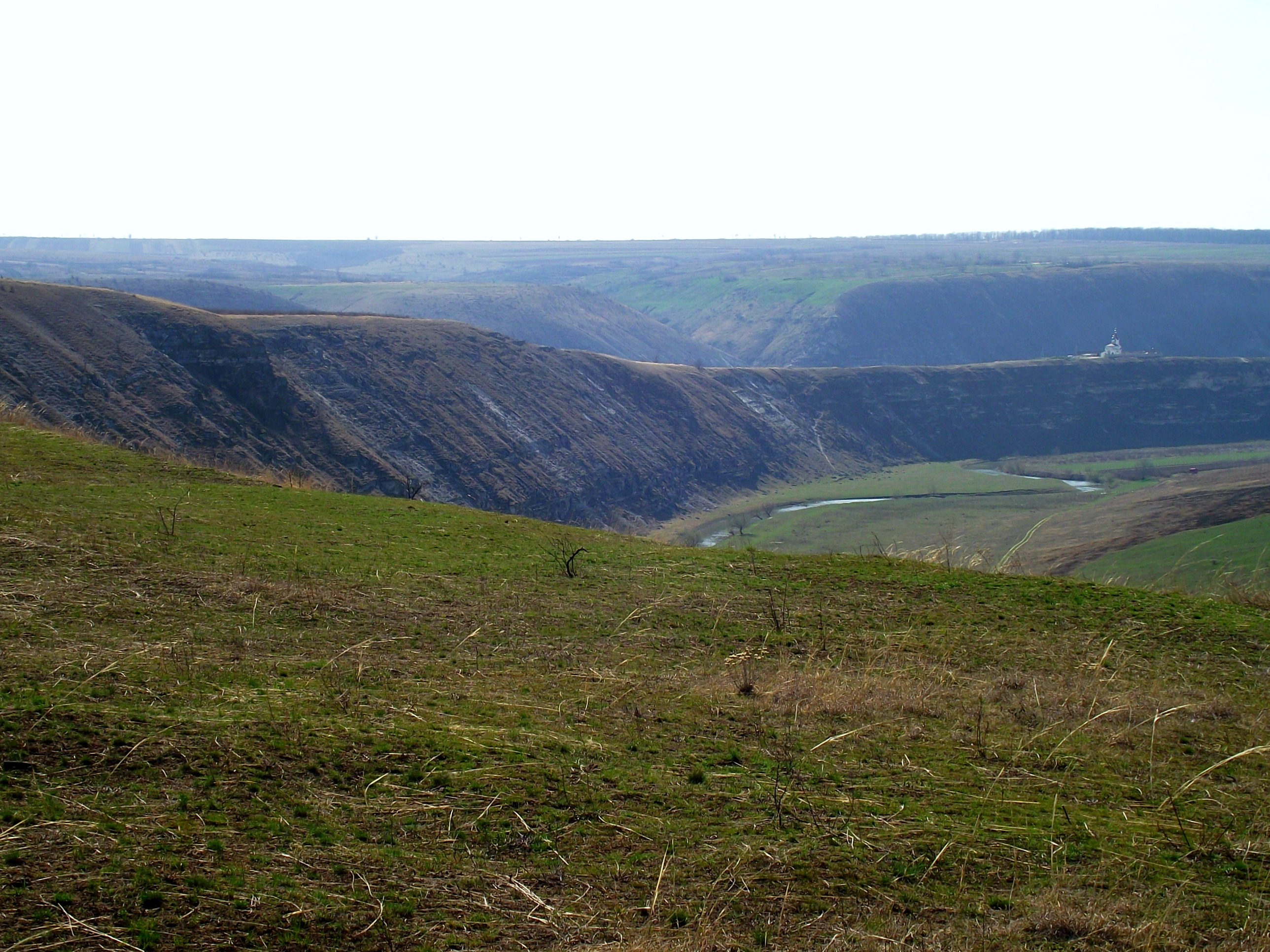
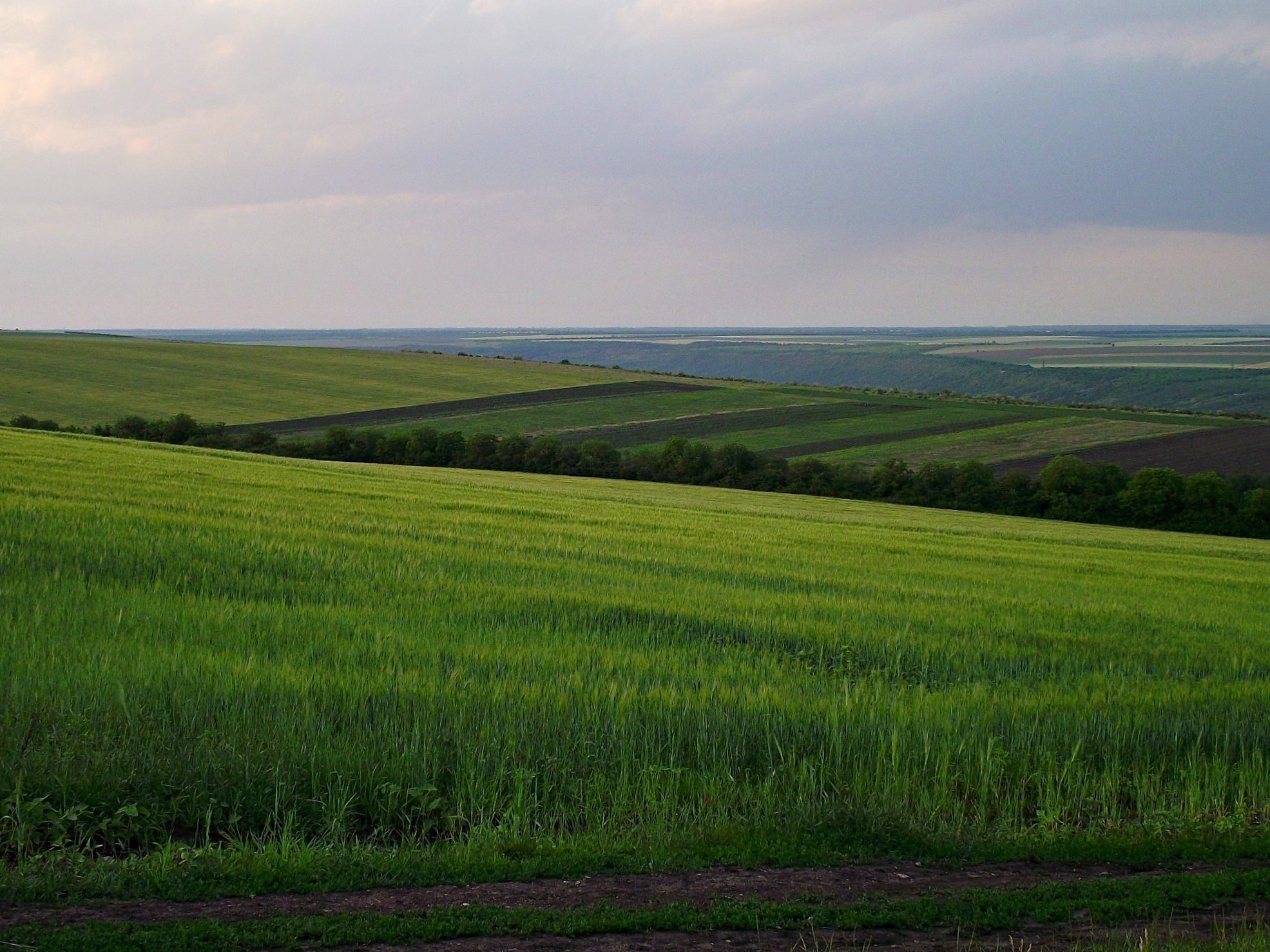
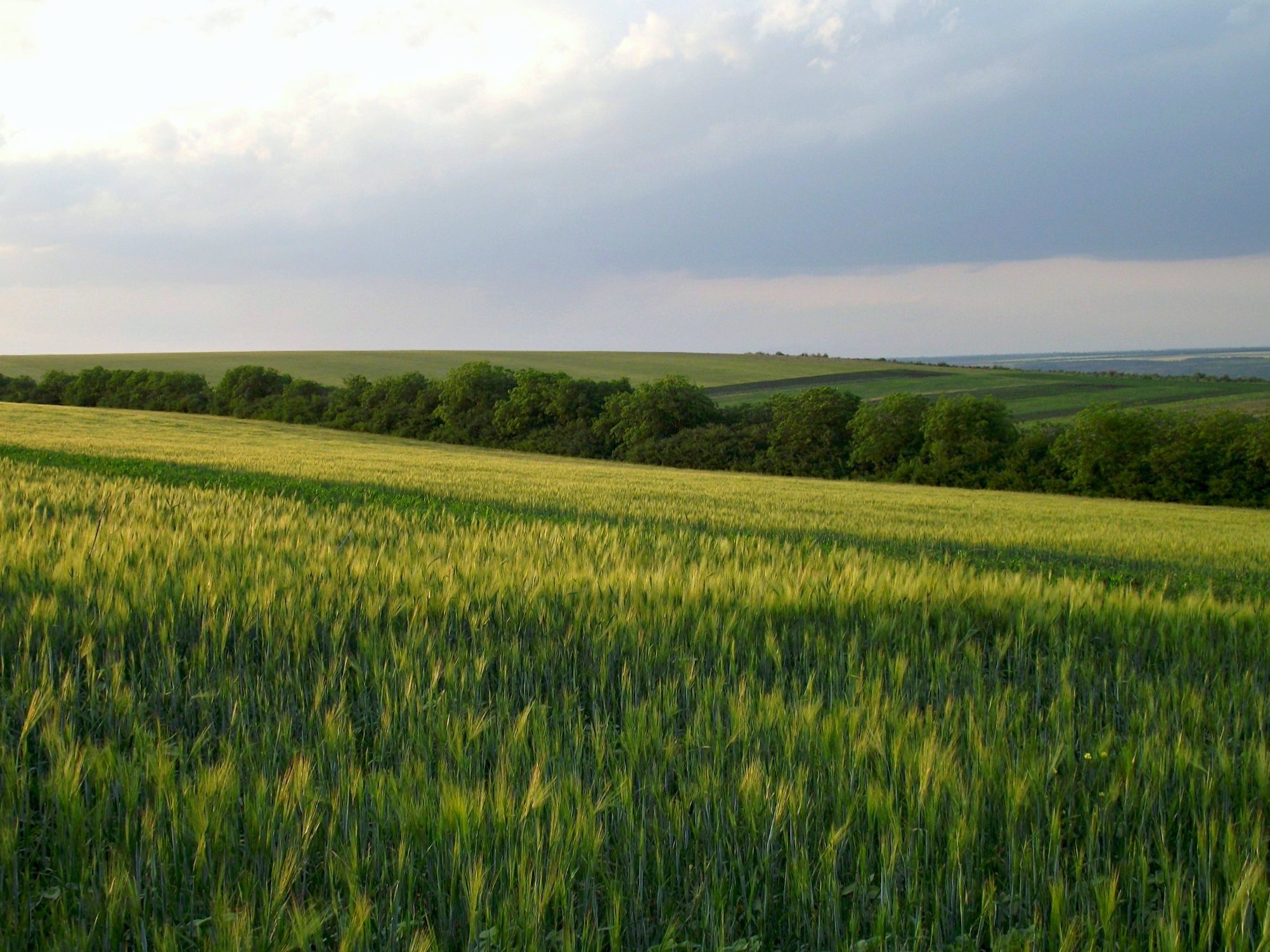
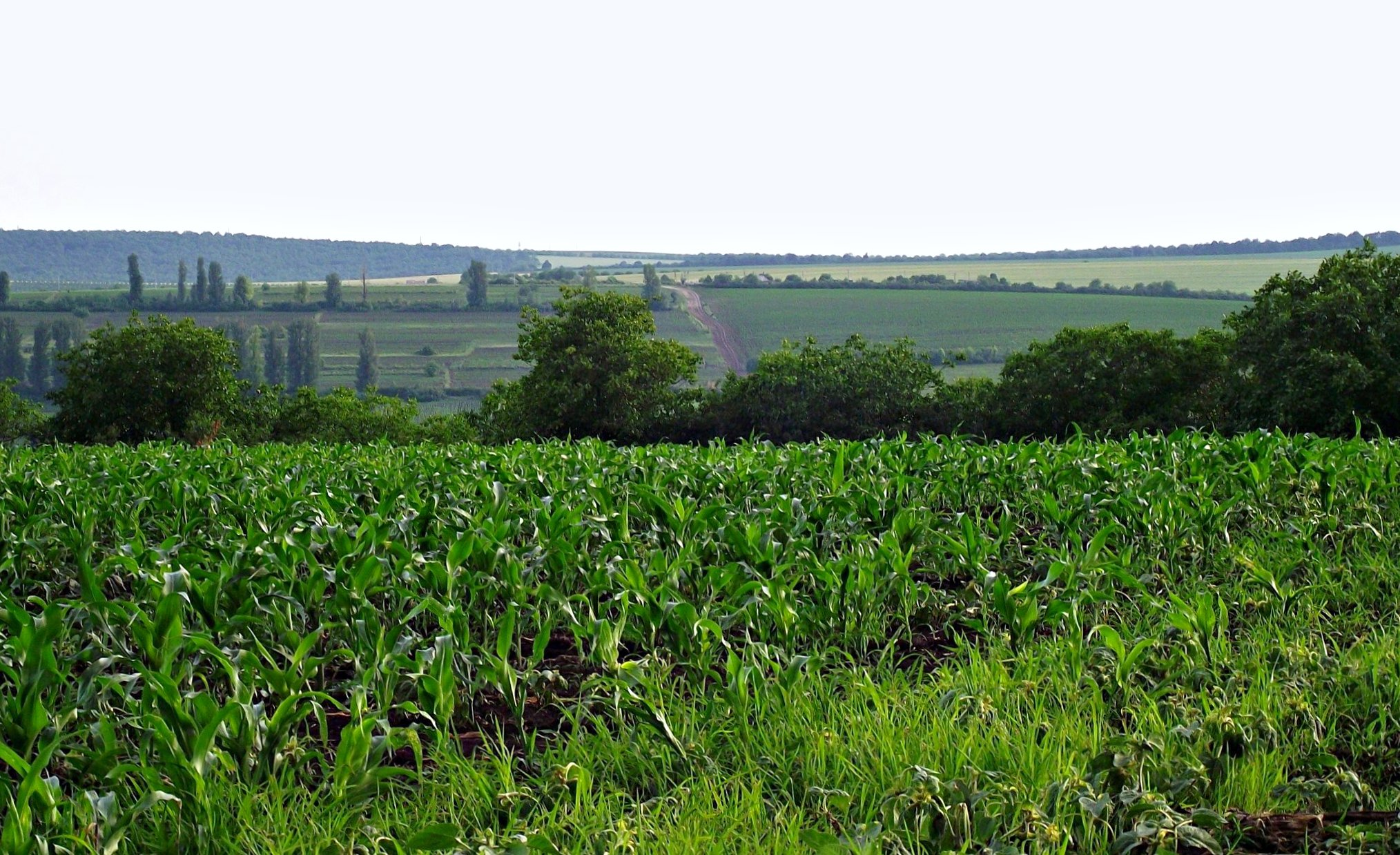
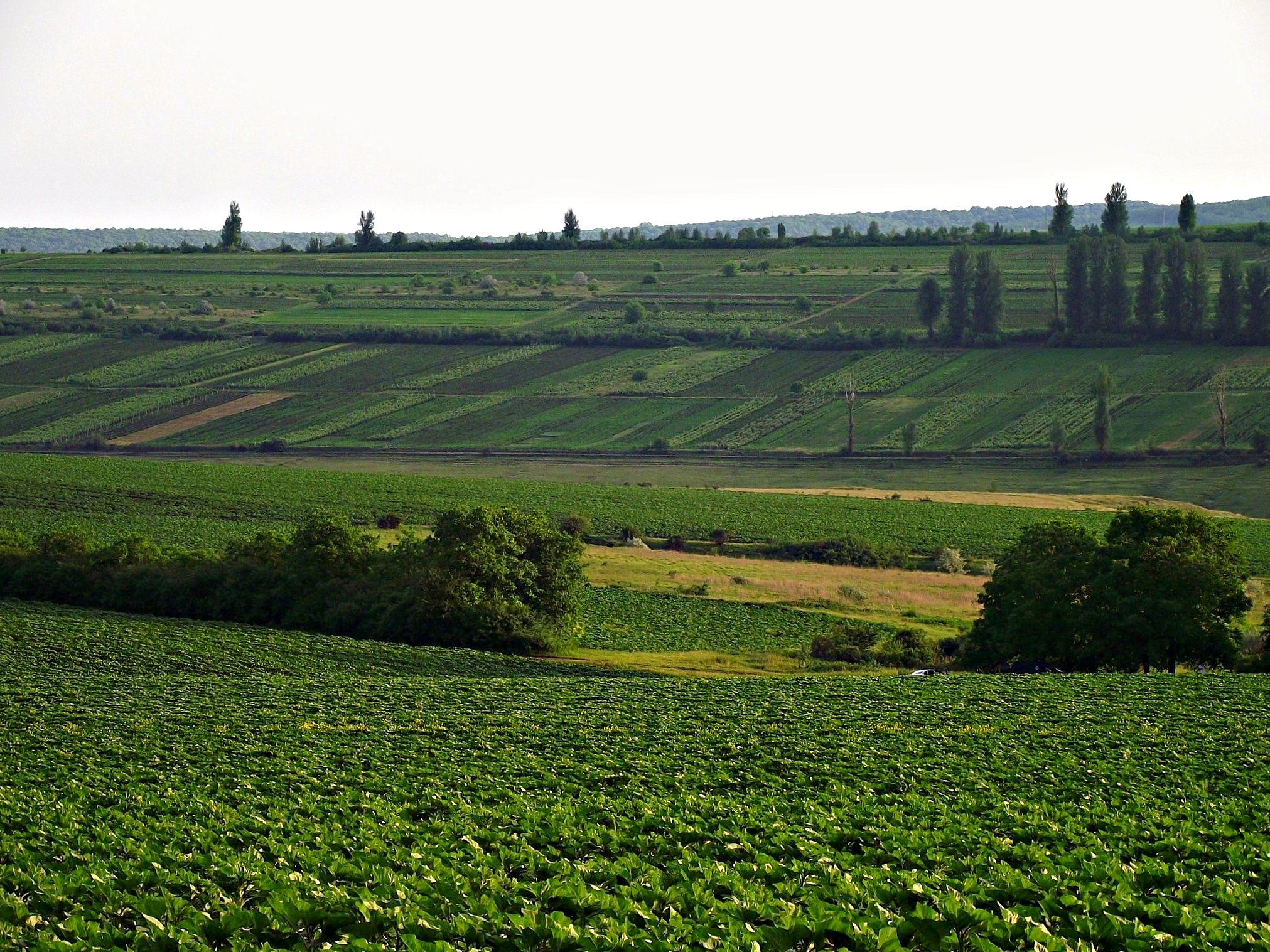

Schitul rupestru de la Butuceni

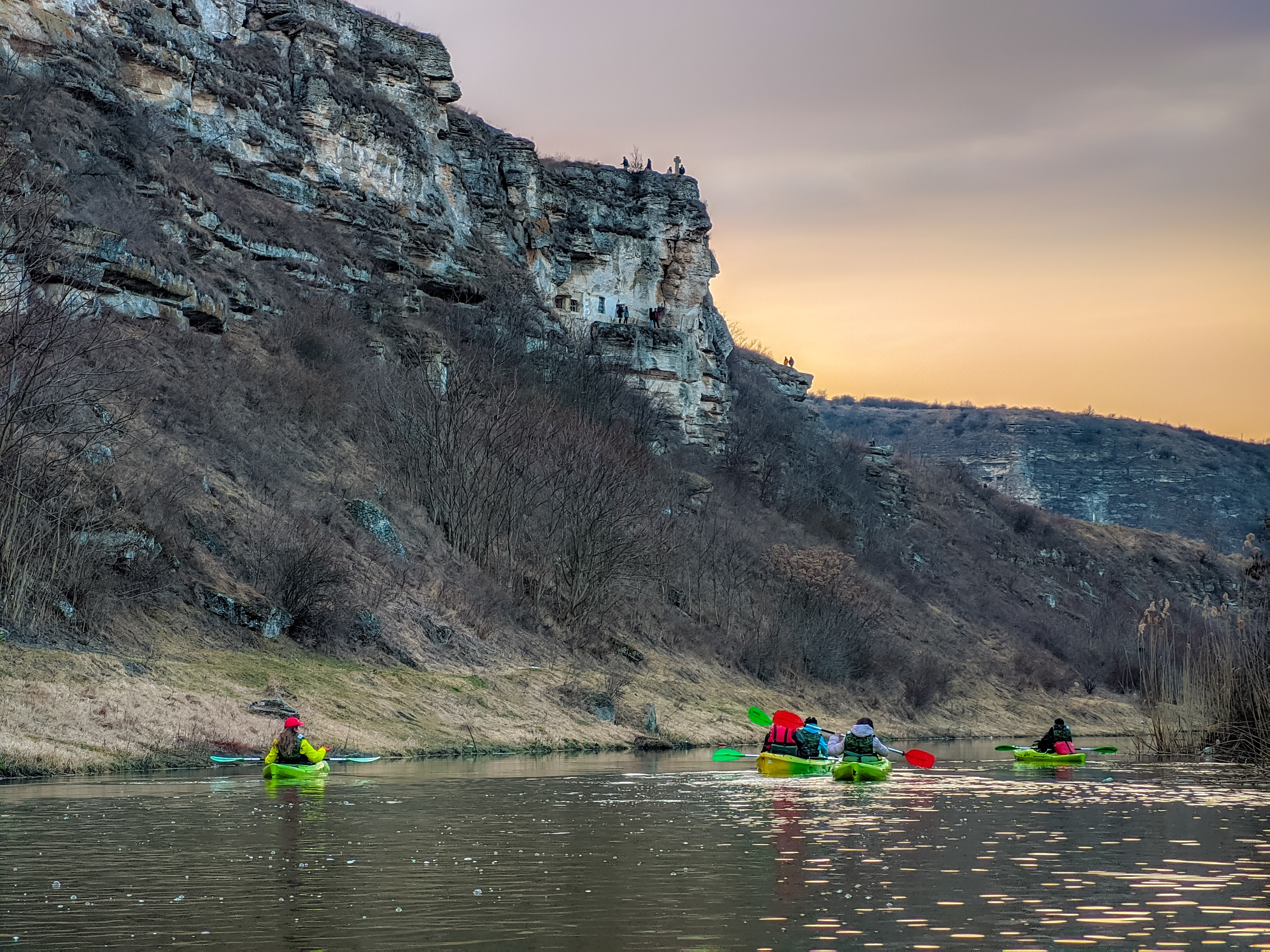
Schitul văzut de la nivelul Răutului.
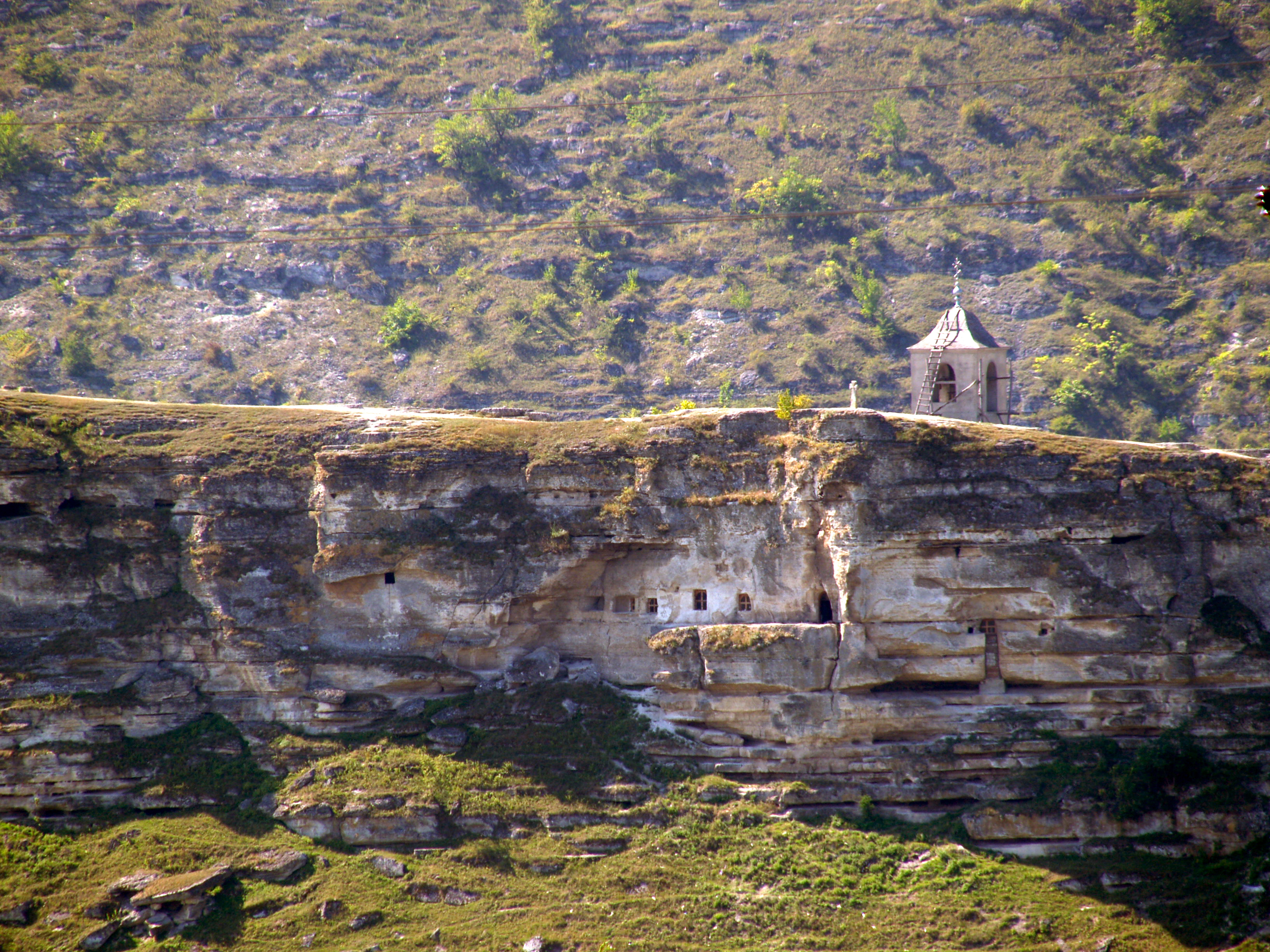
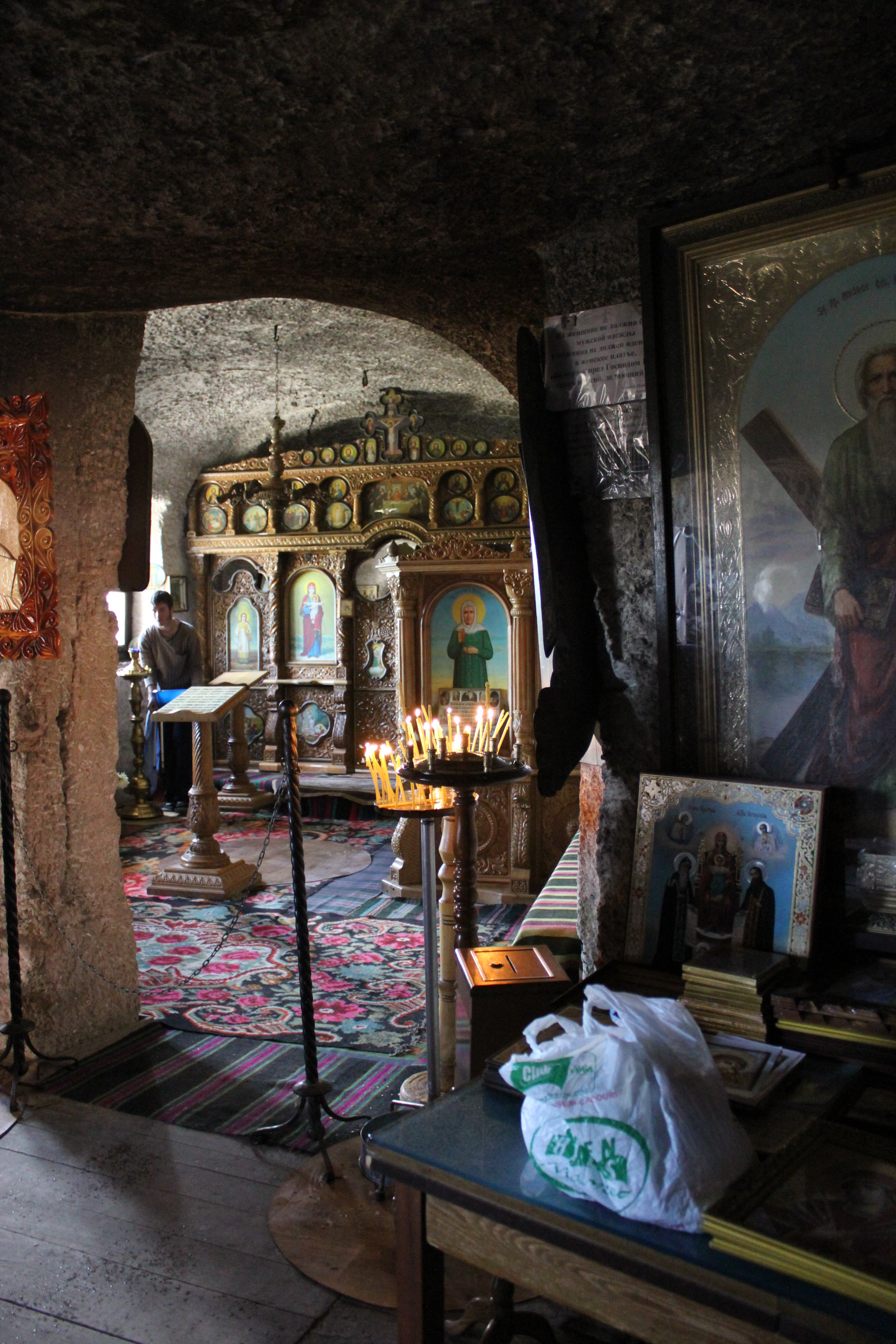
Schitul în interior.
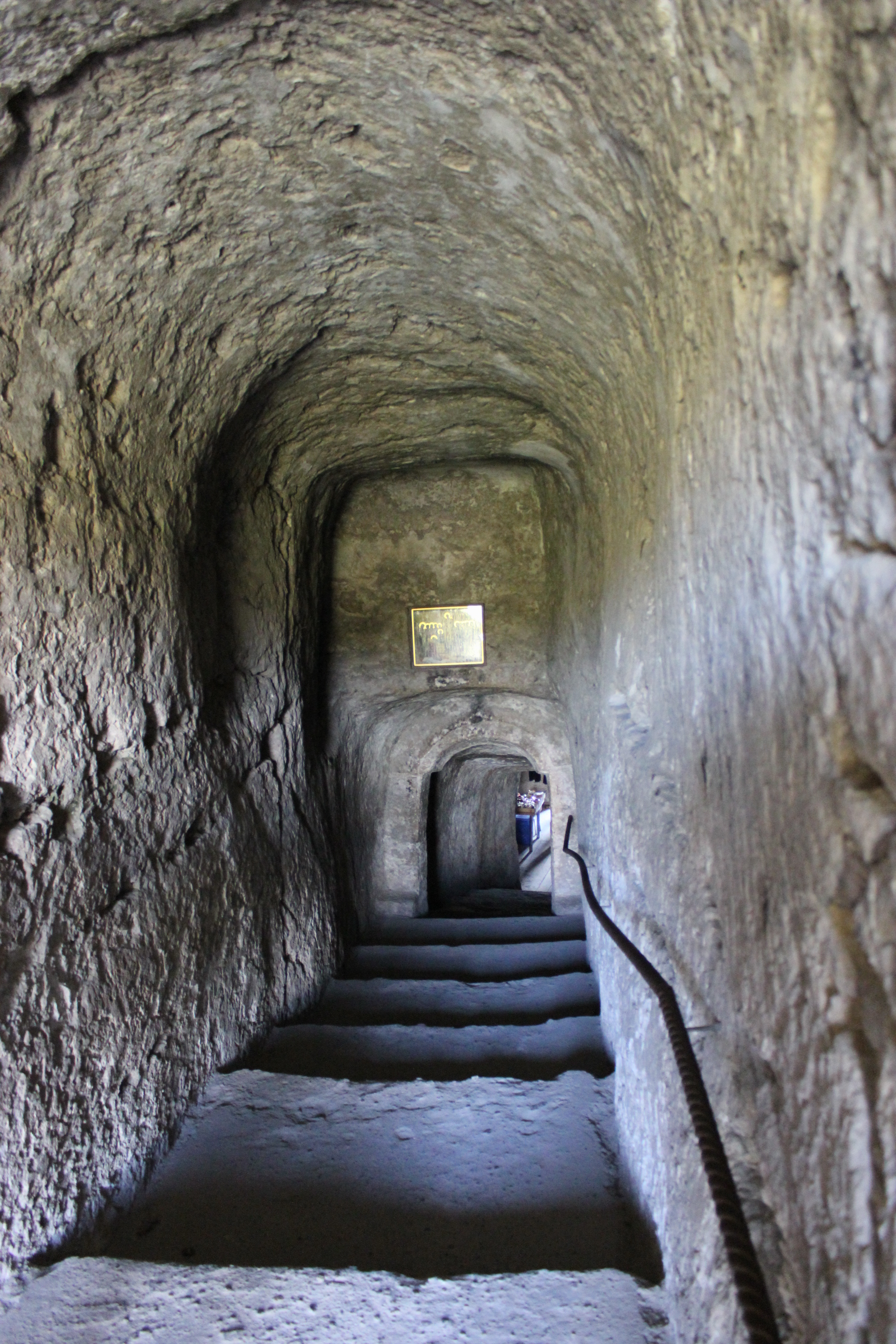
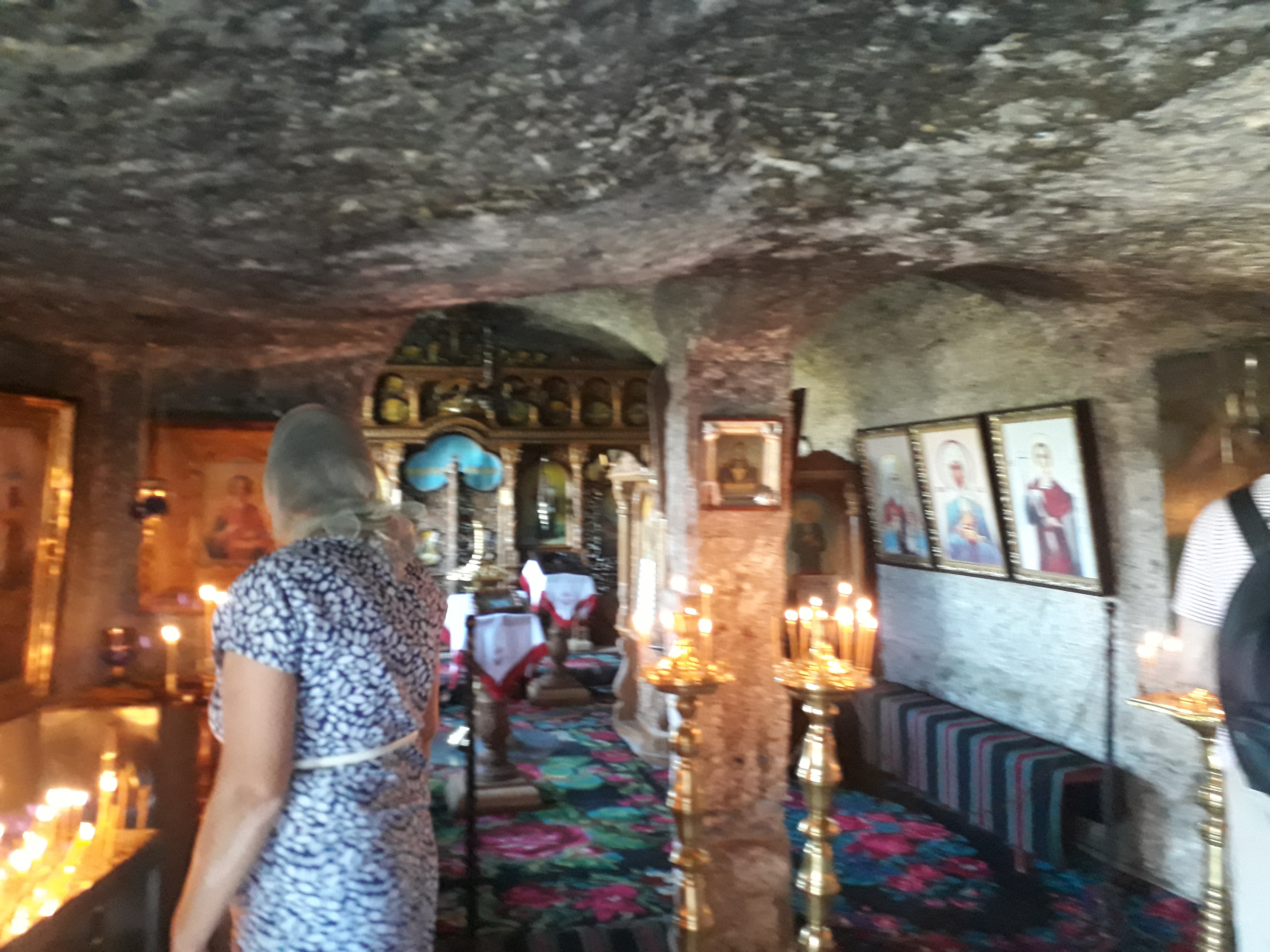
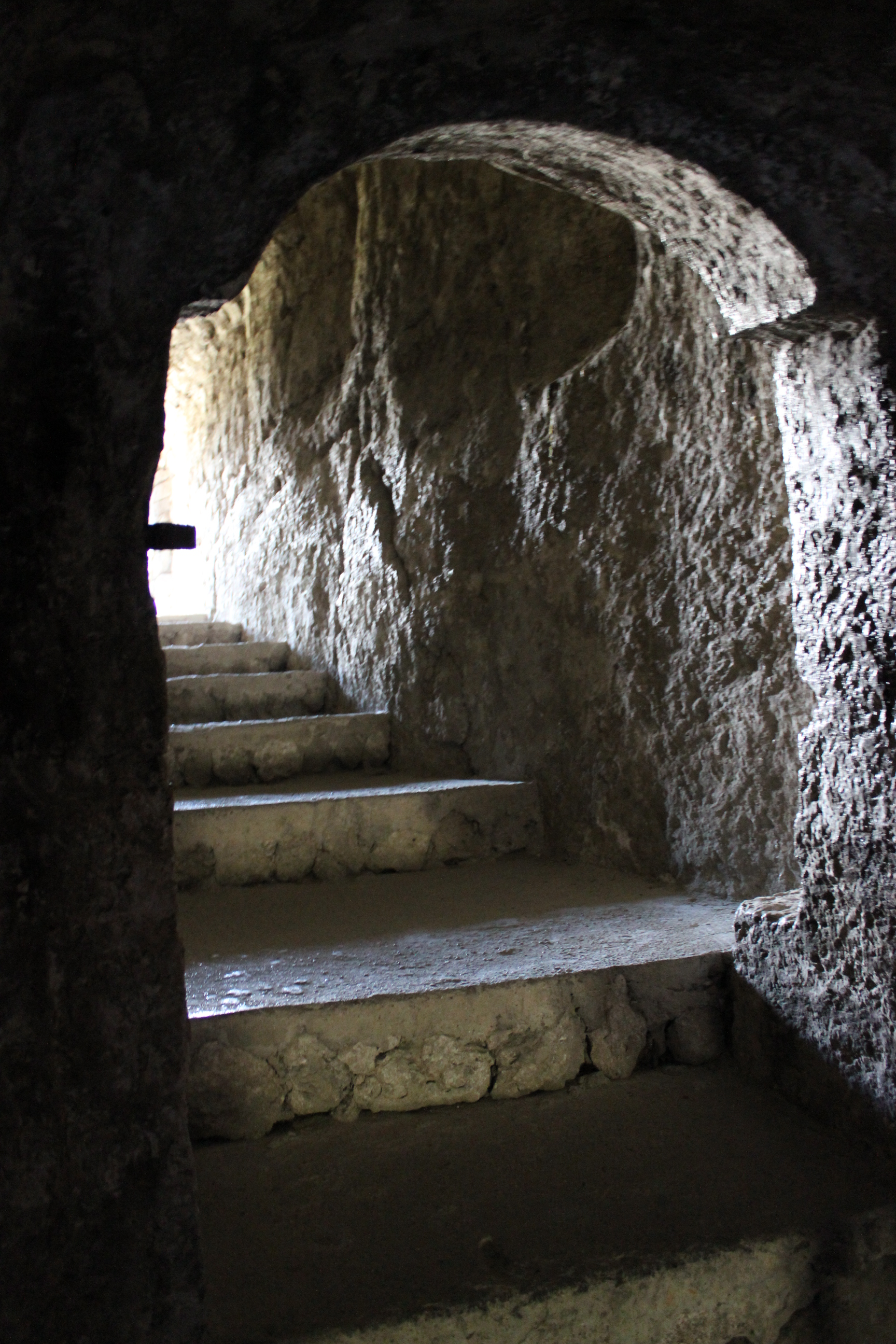

Clopotița schitului
Crucea de piatră
Mănăstirea rupestră a pârcălabului Bosie
Biserica „Nașterea Maicii Domnului”

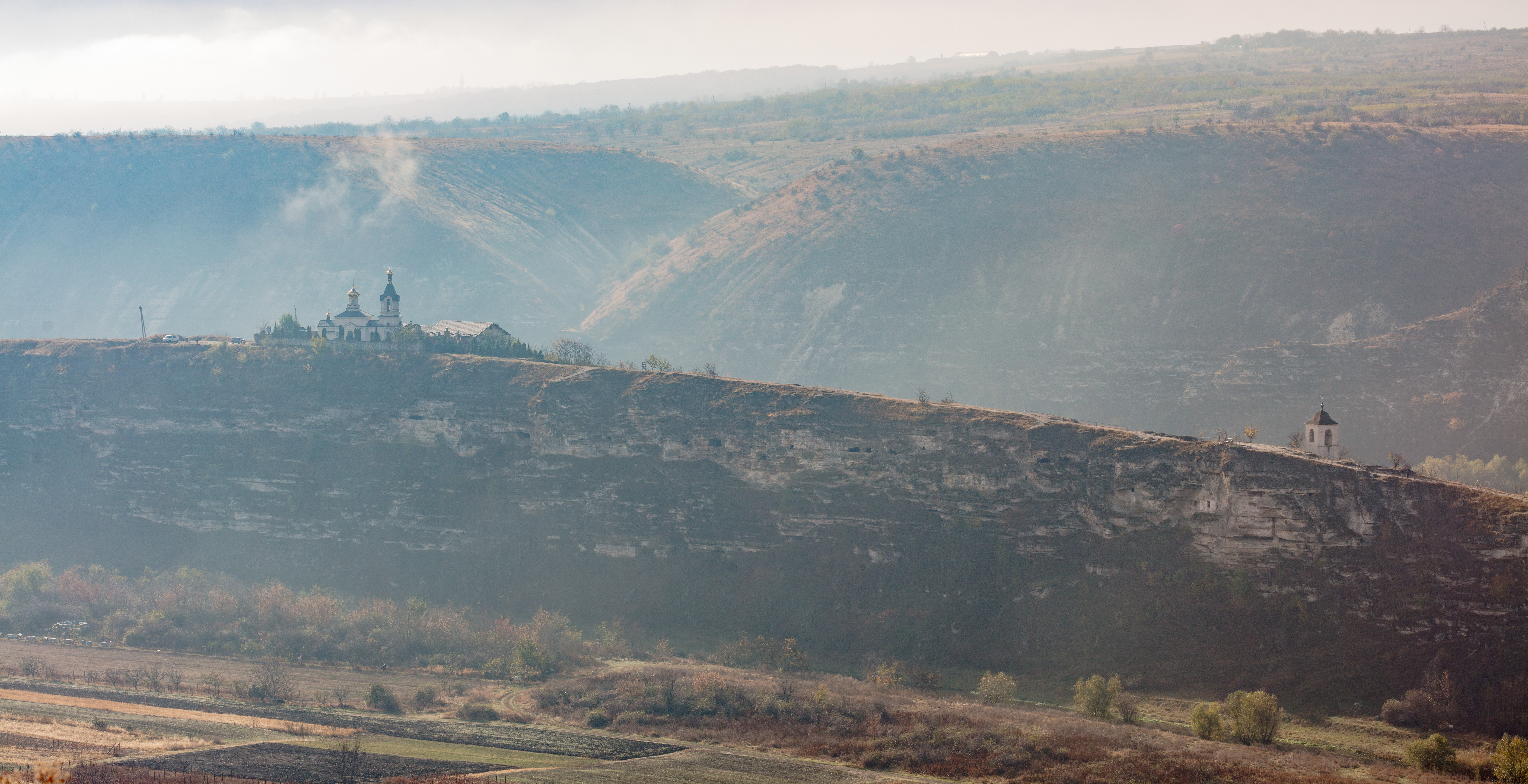
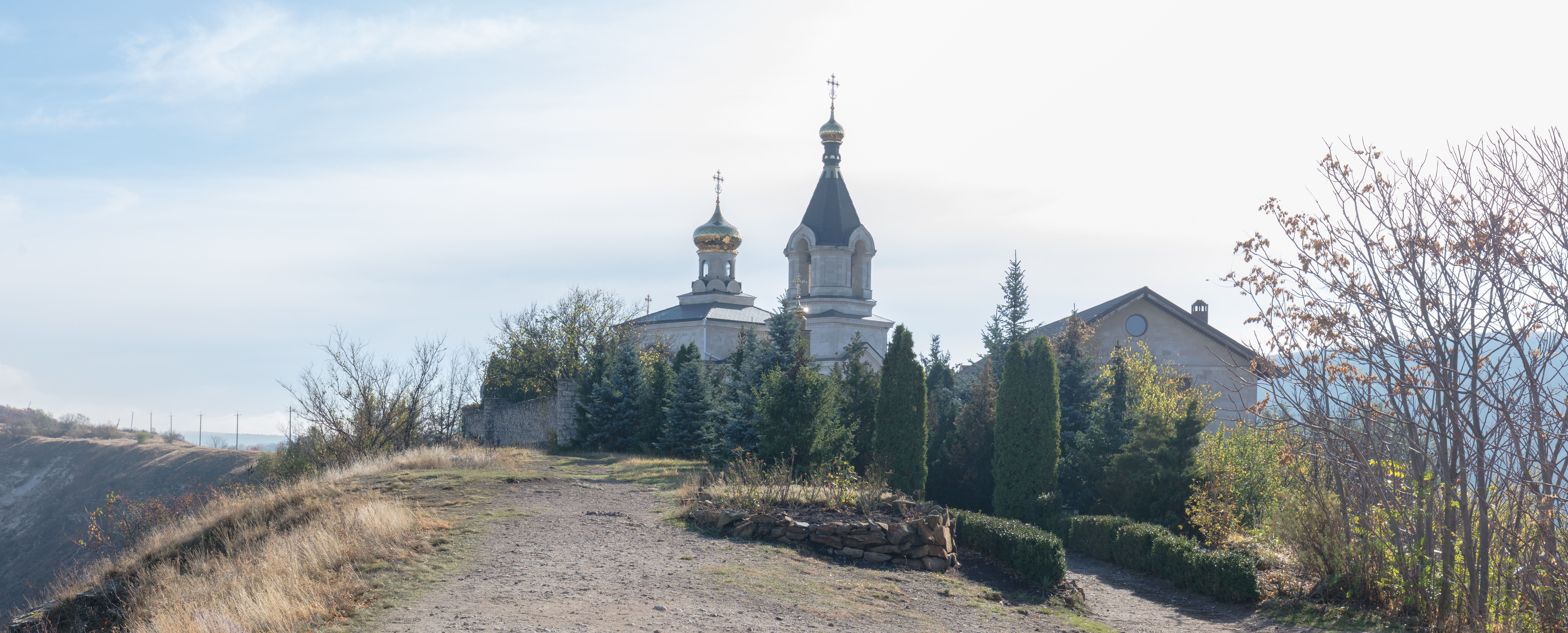
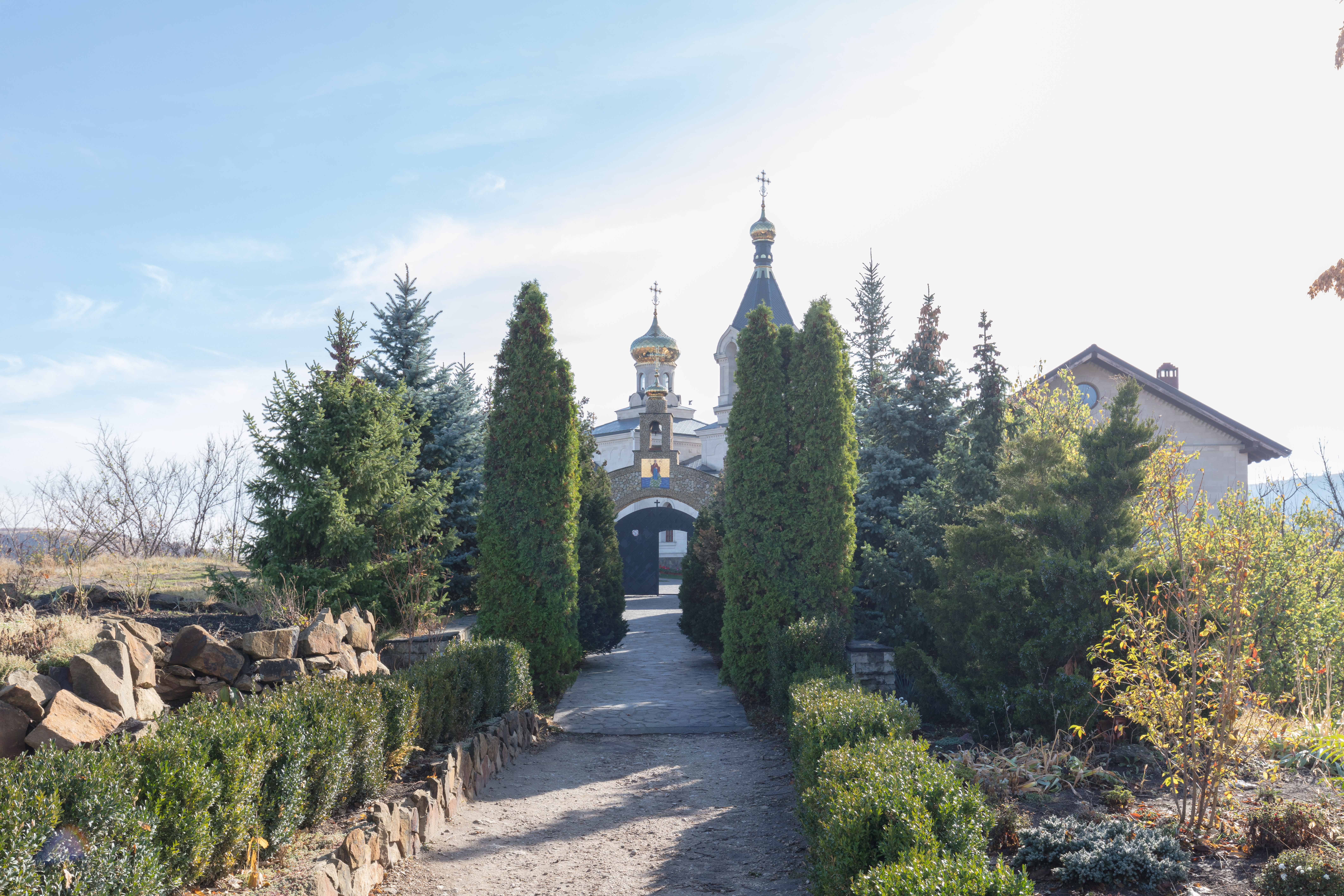
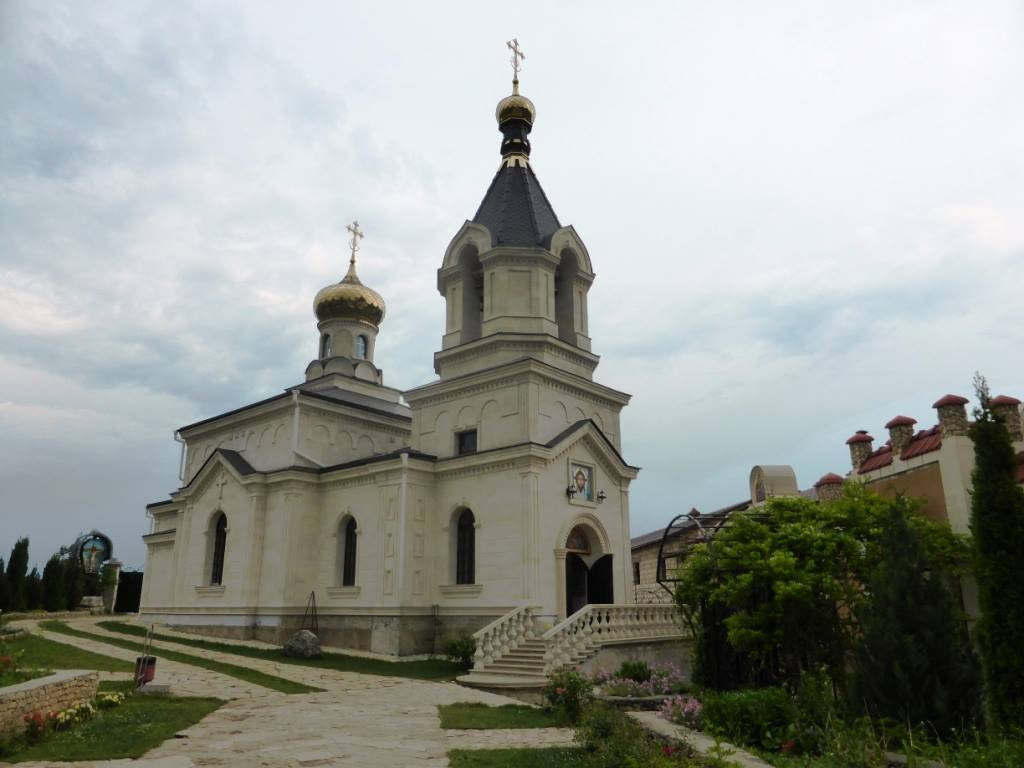
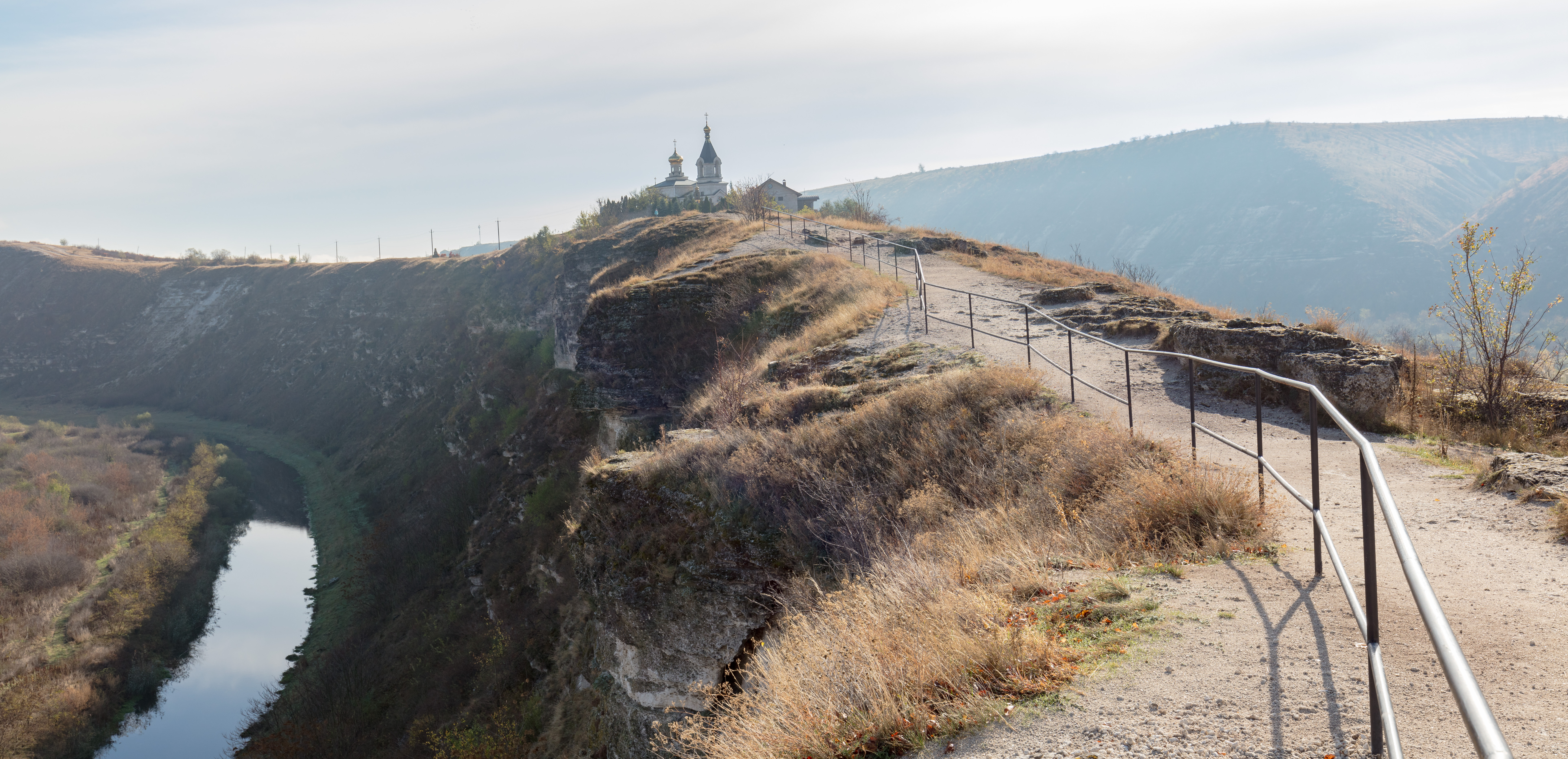
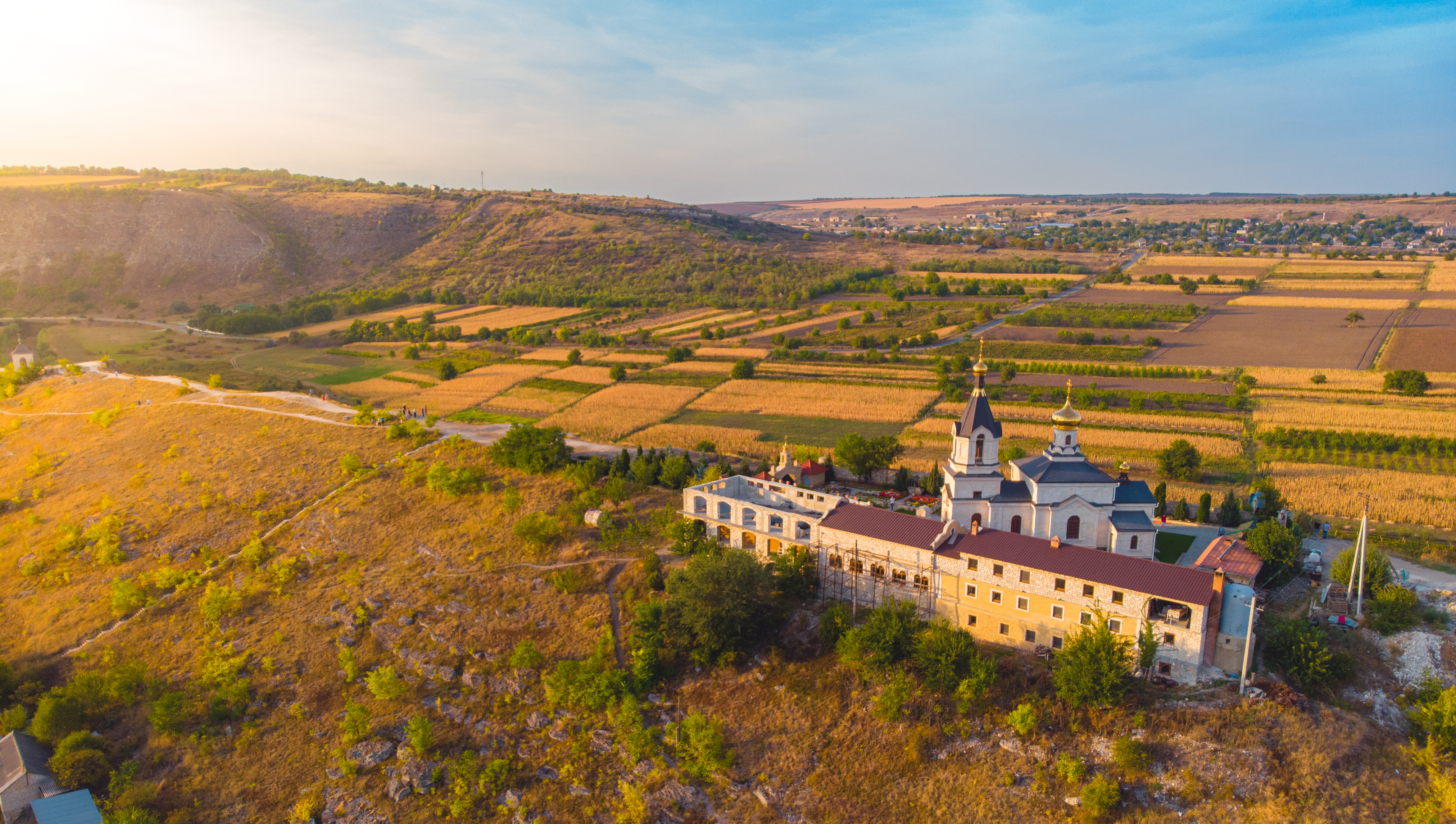
Vedere aeriană.
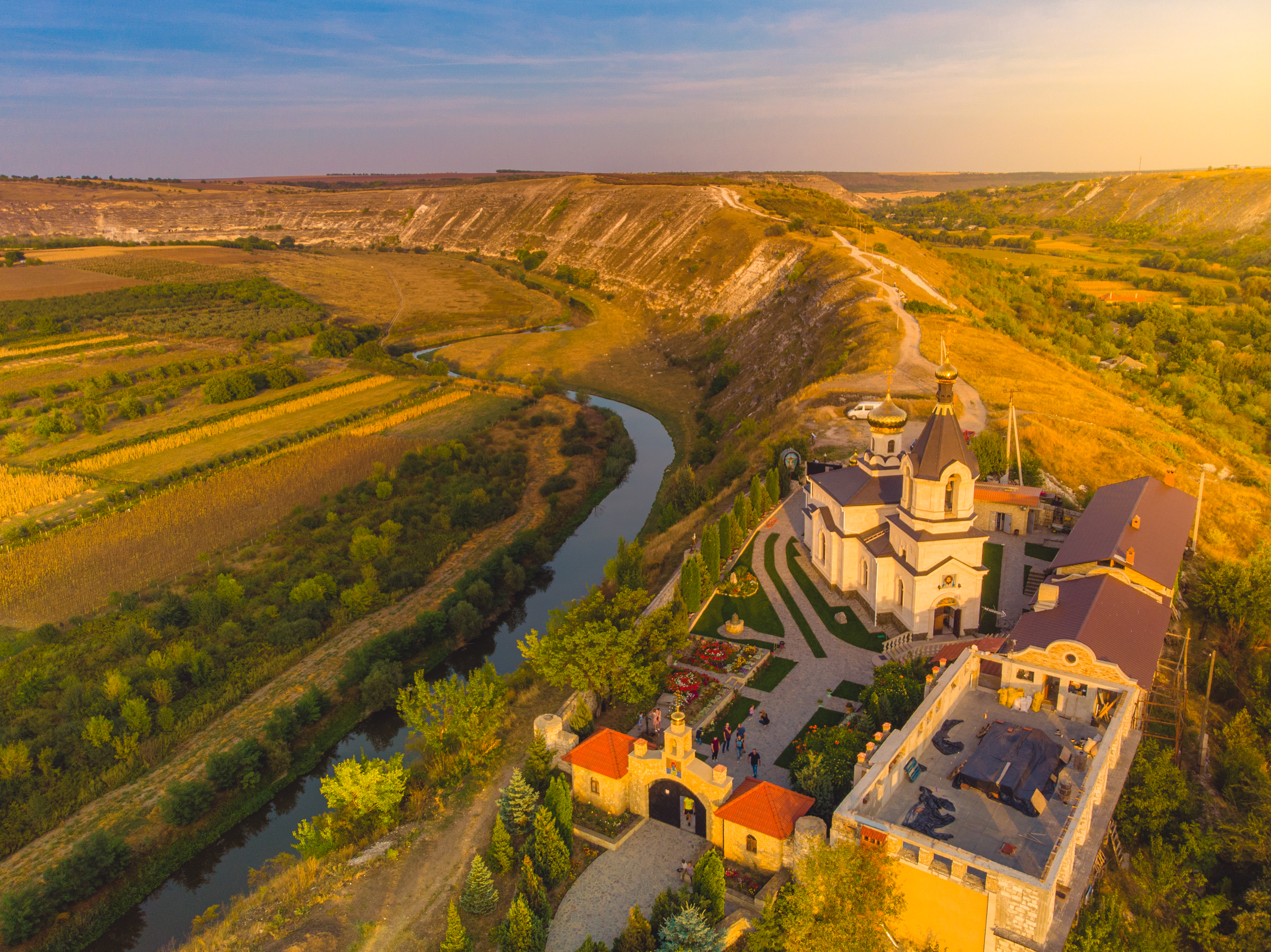
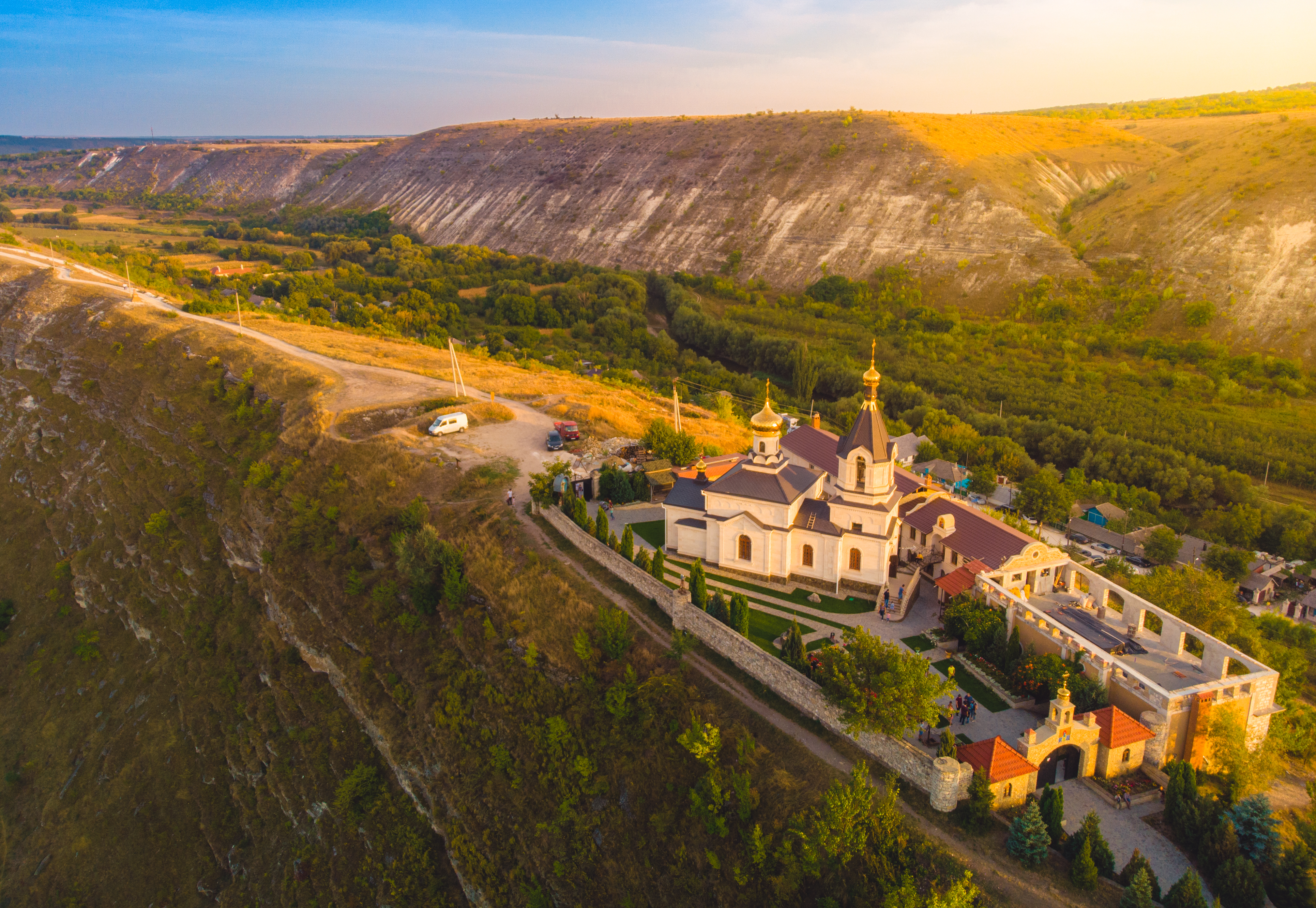
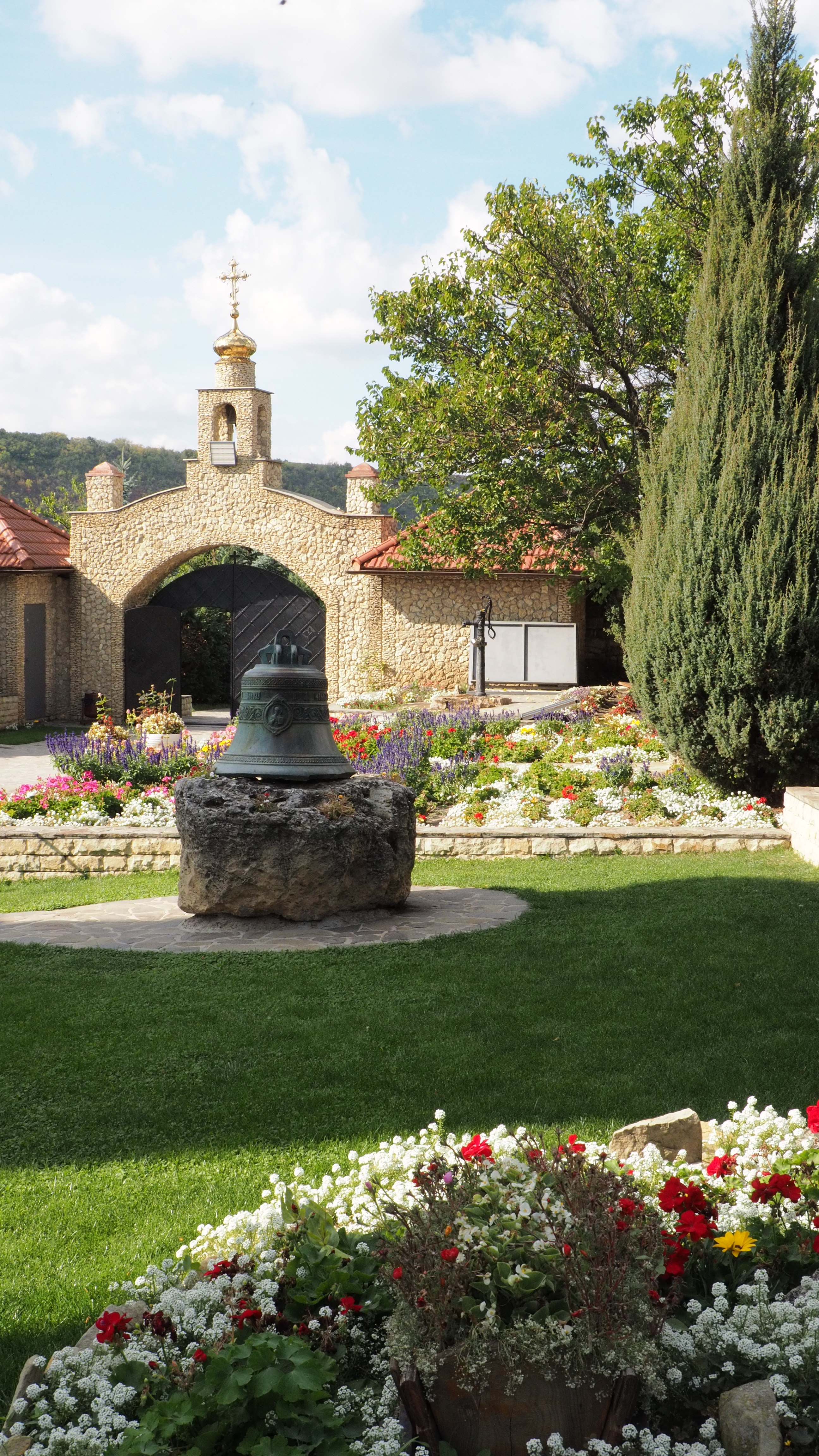
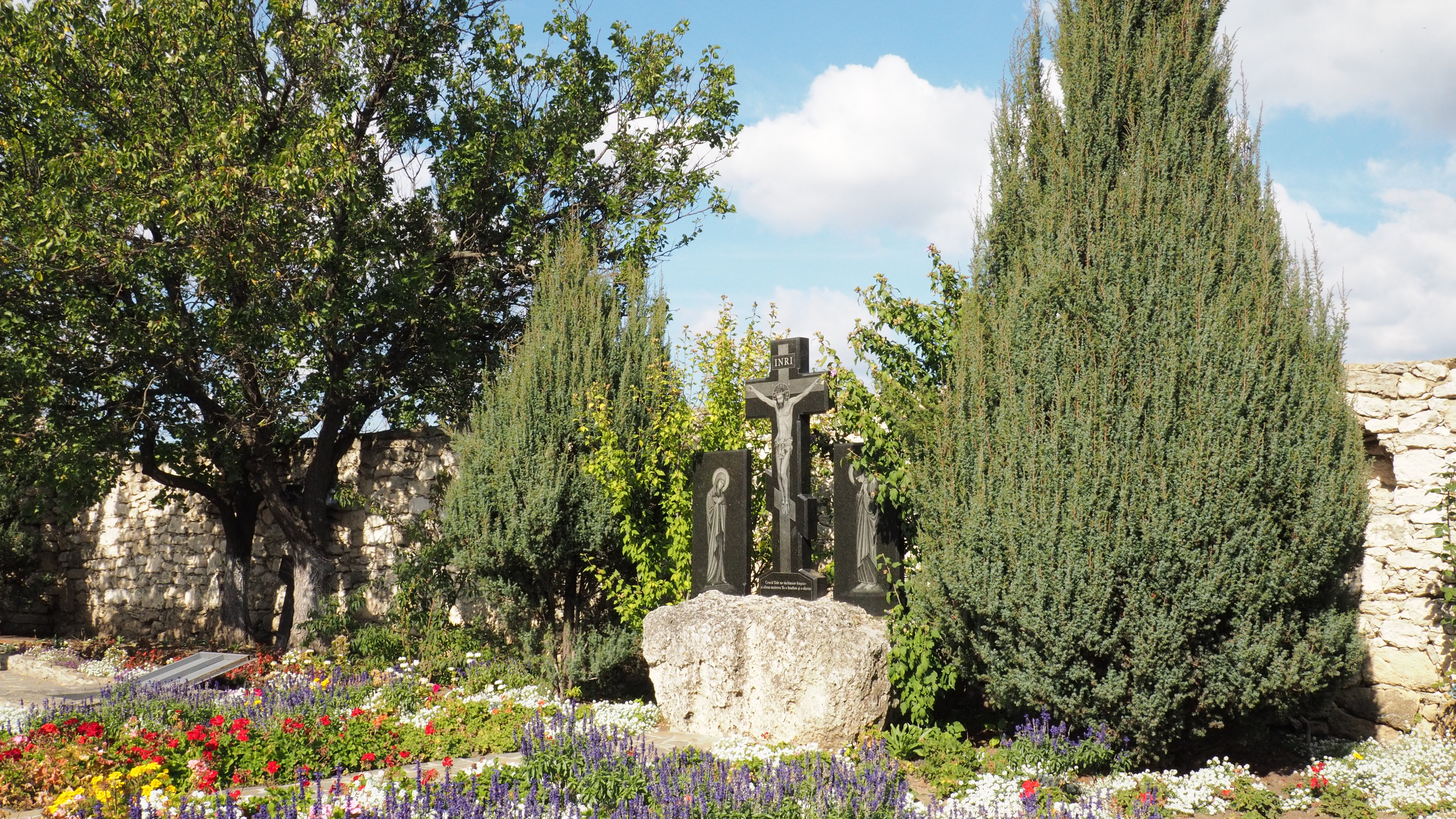
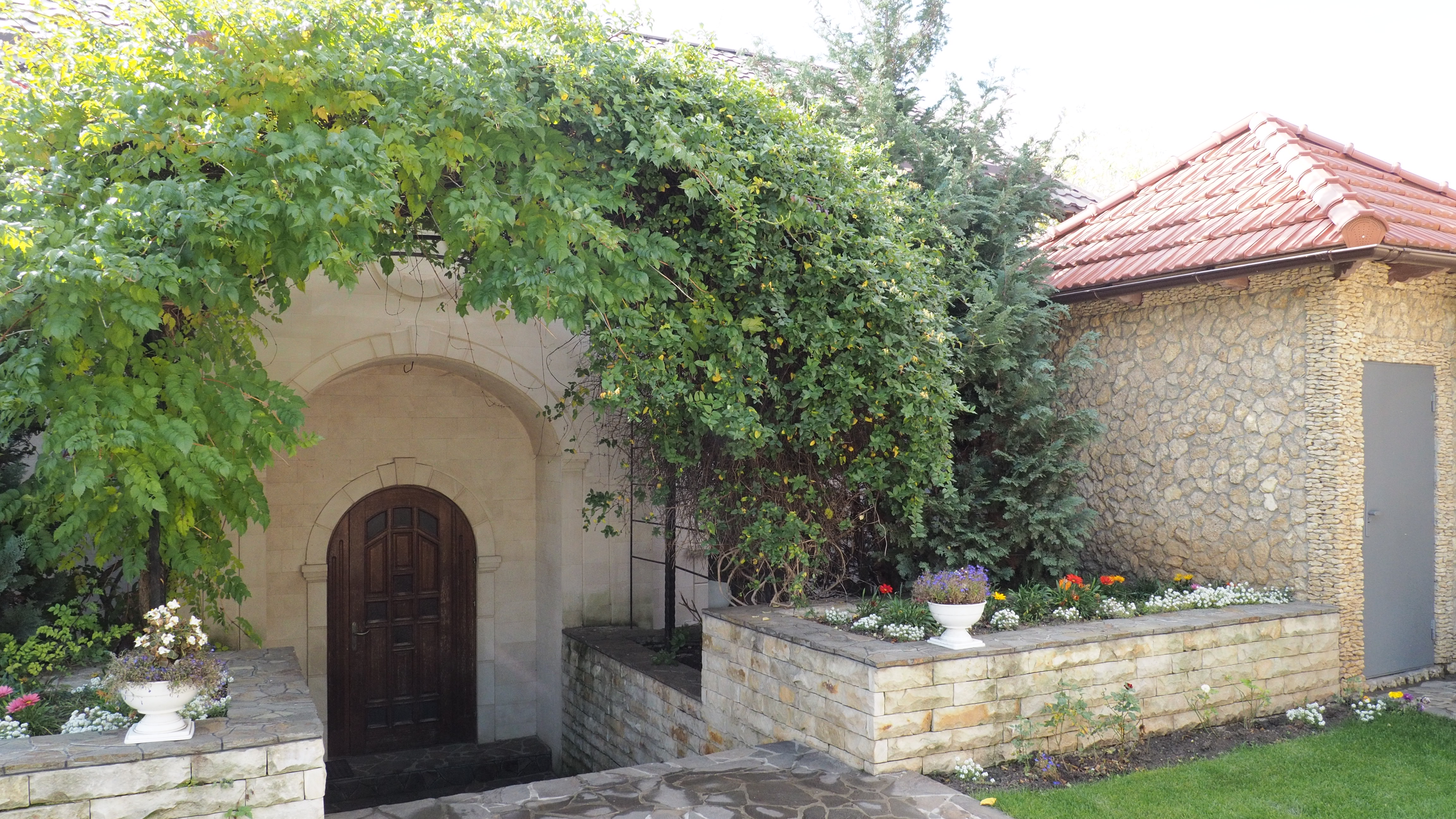
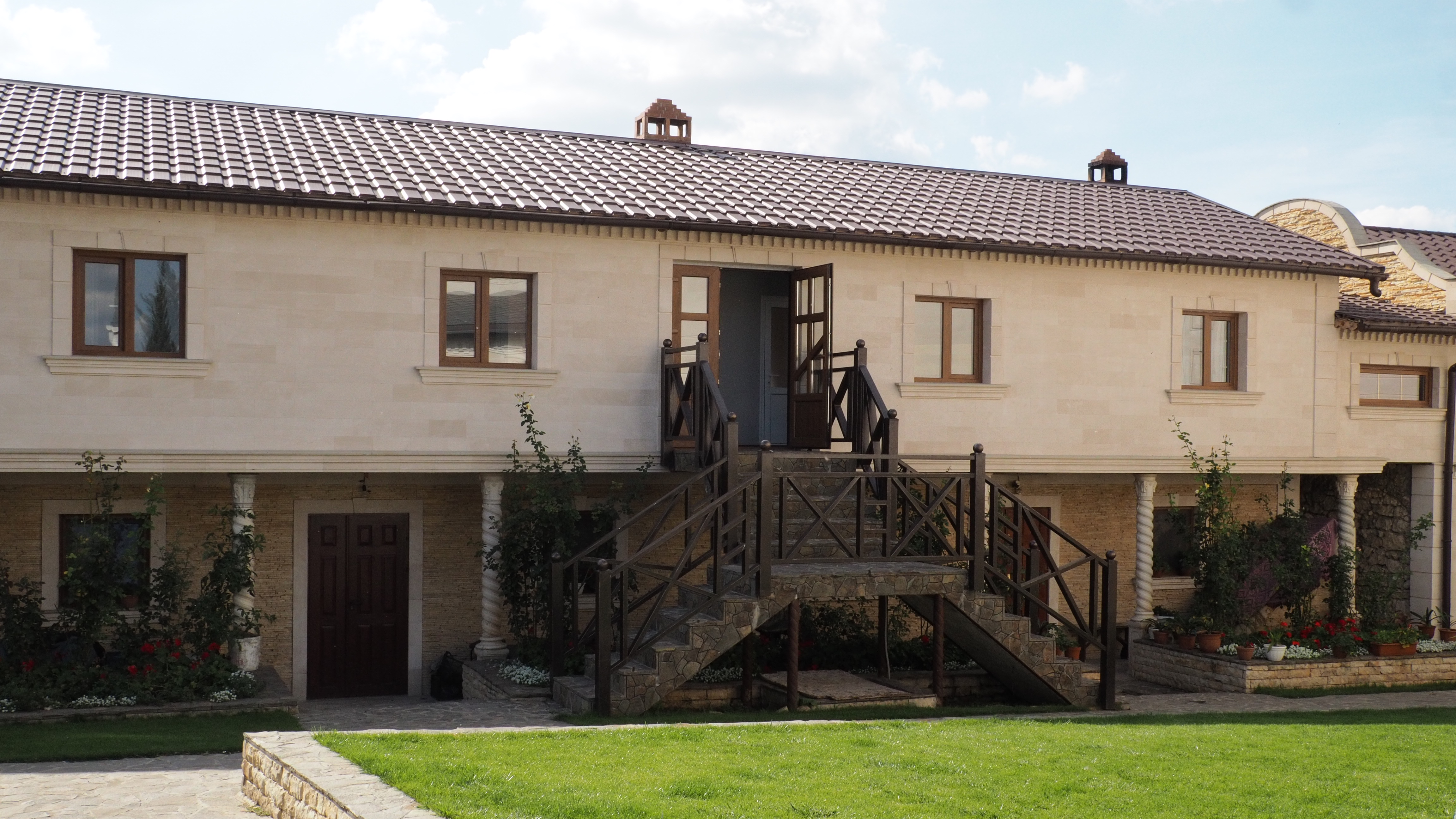
Anexă

Arhitectura caselor de locuit

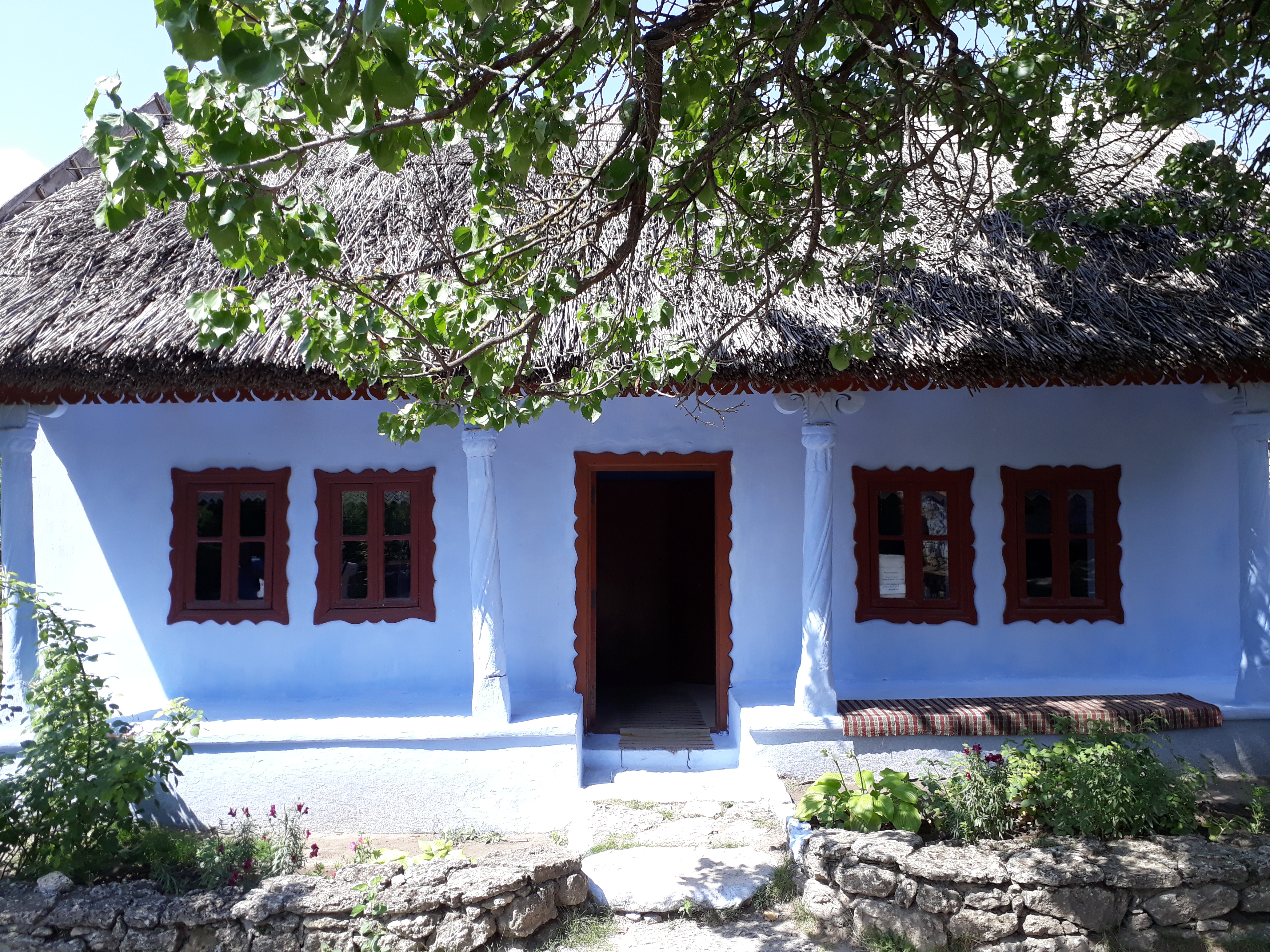
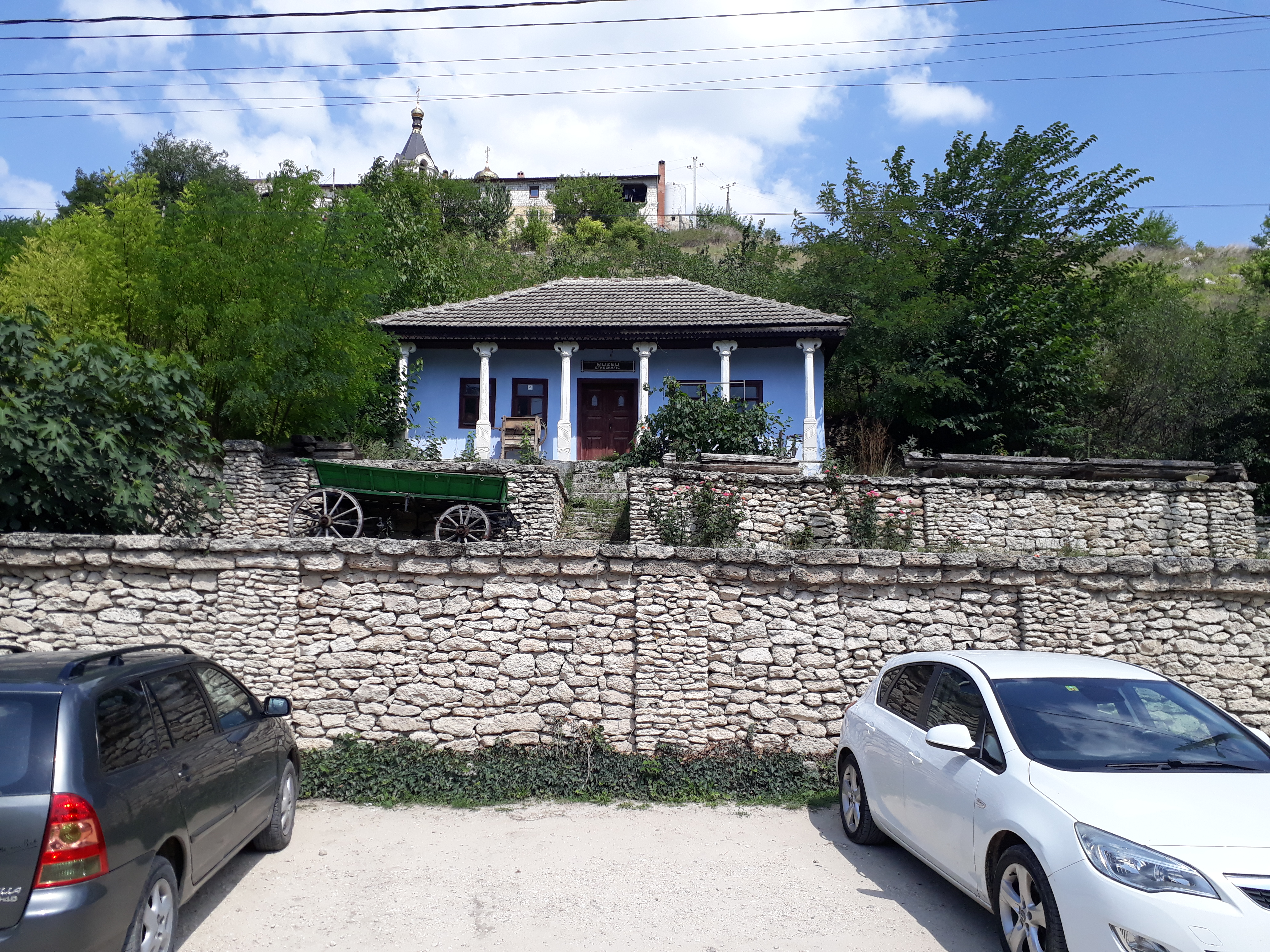
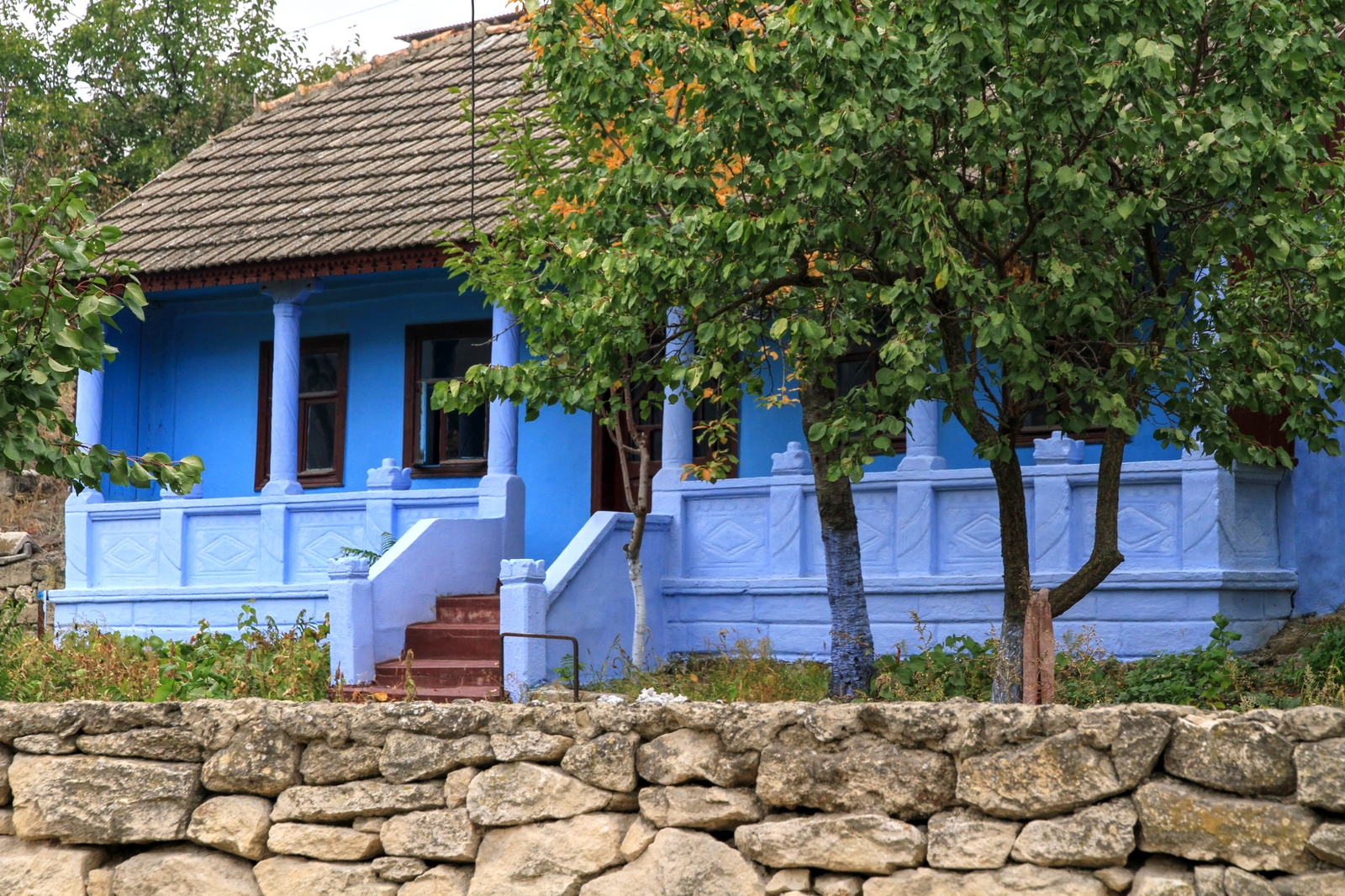
Casă tradițională din Butuceni
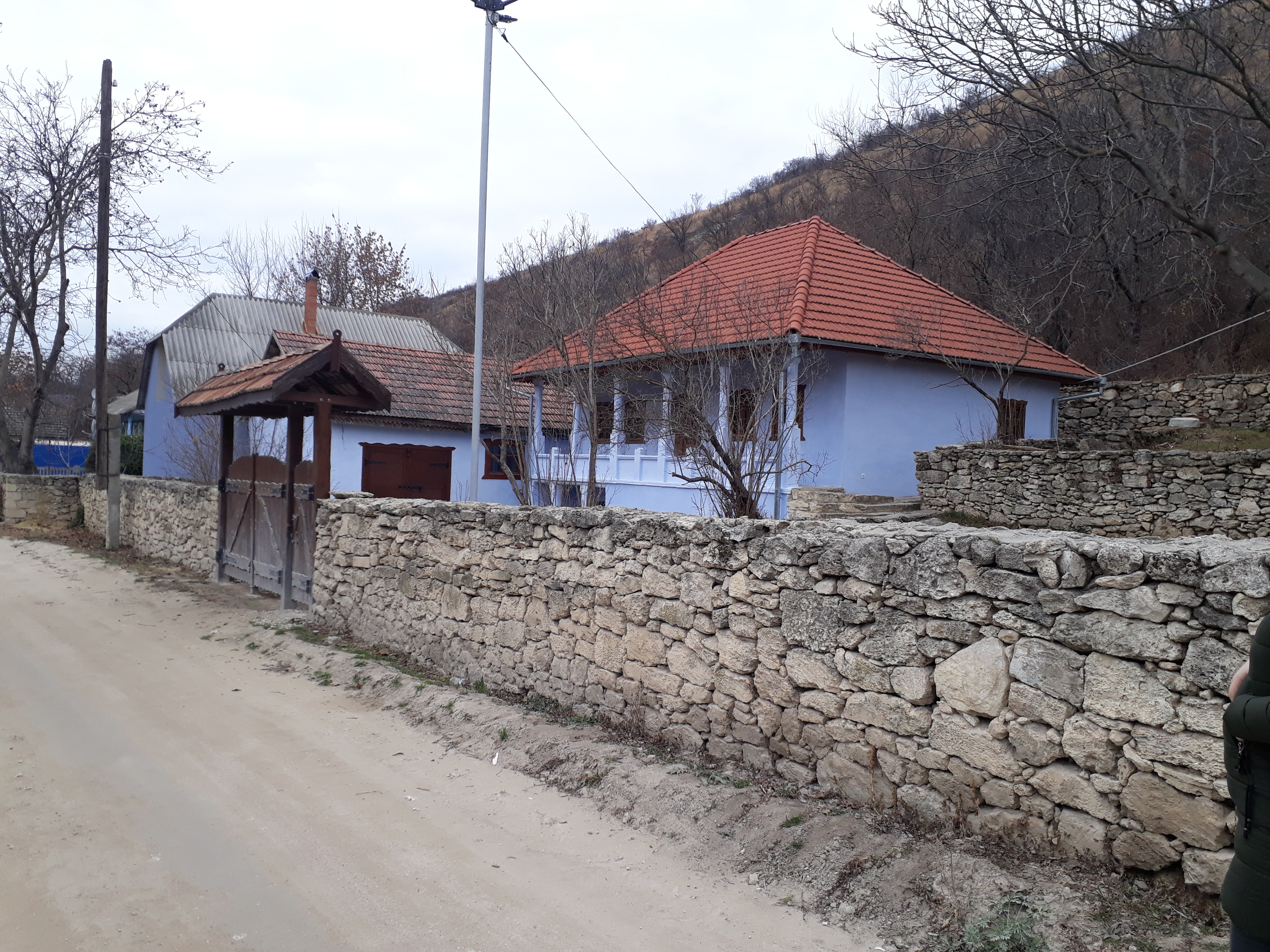
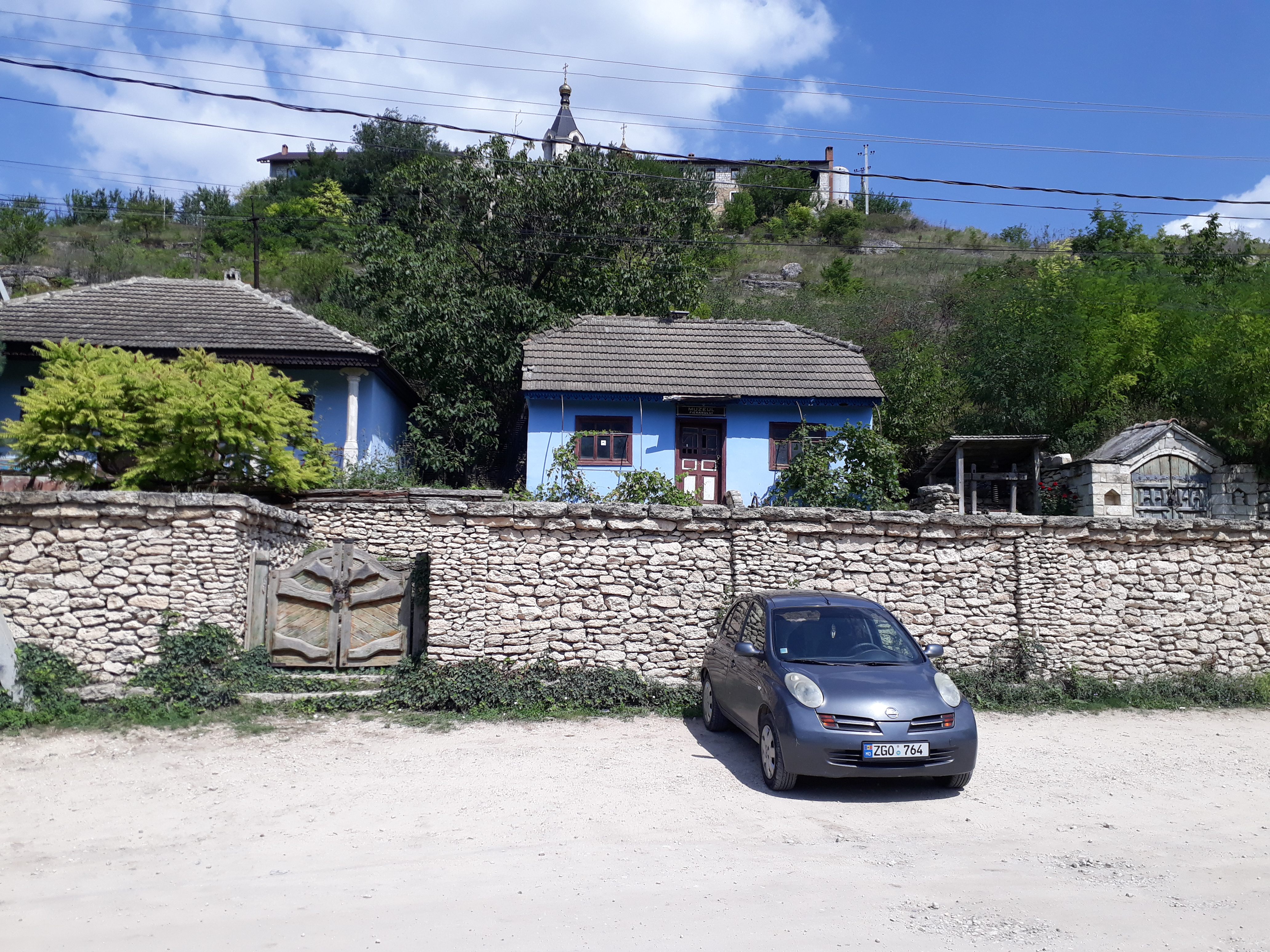
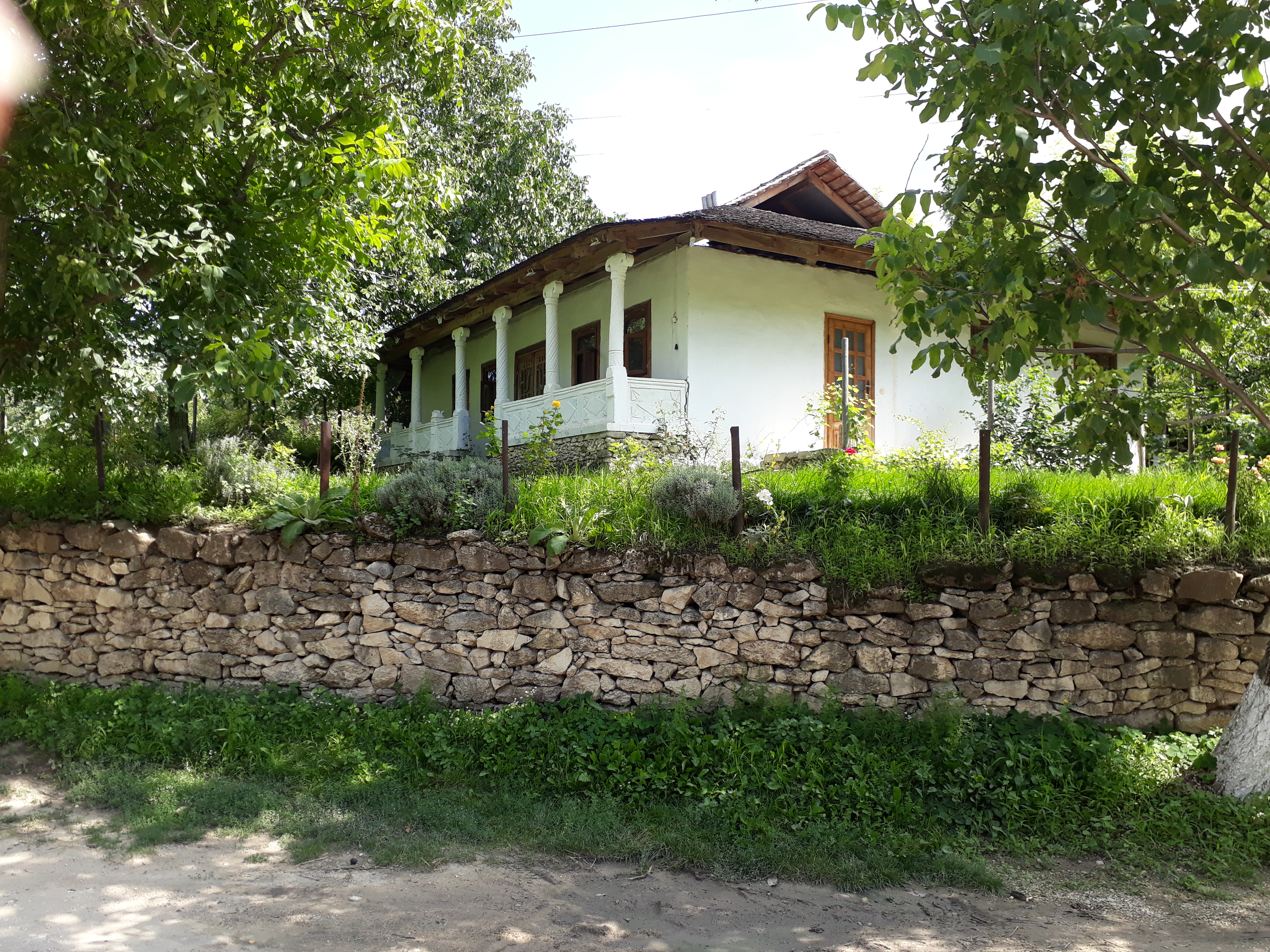
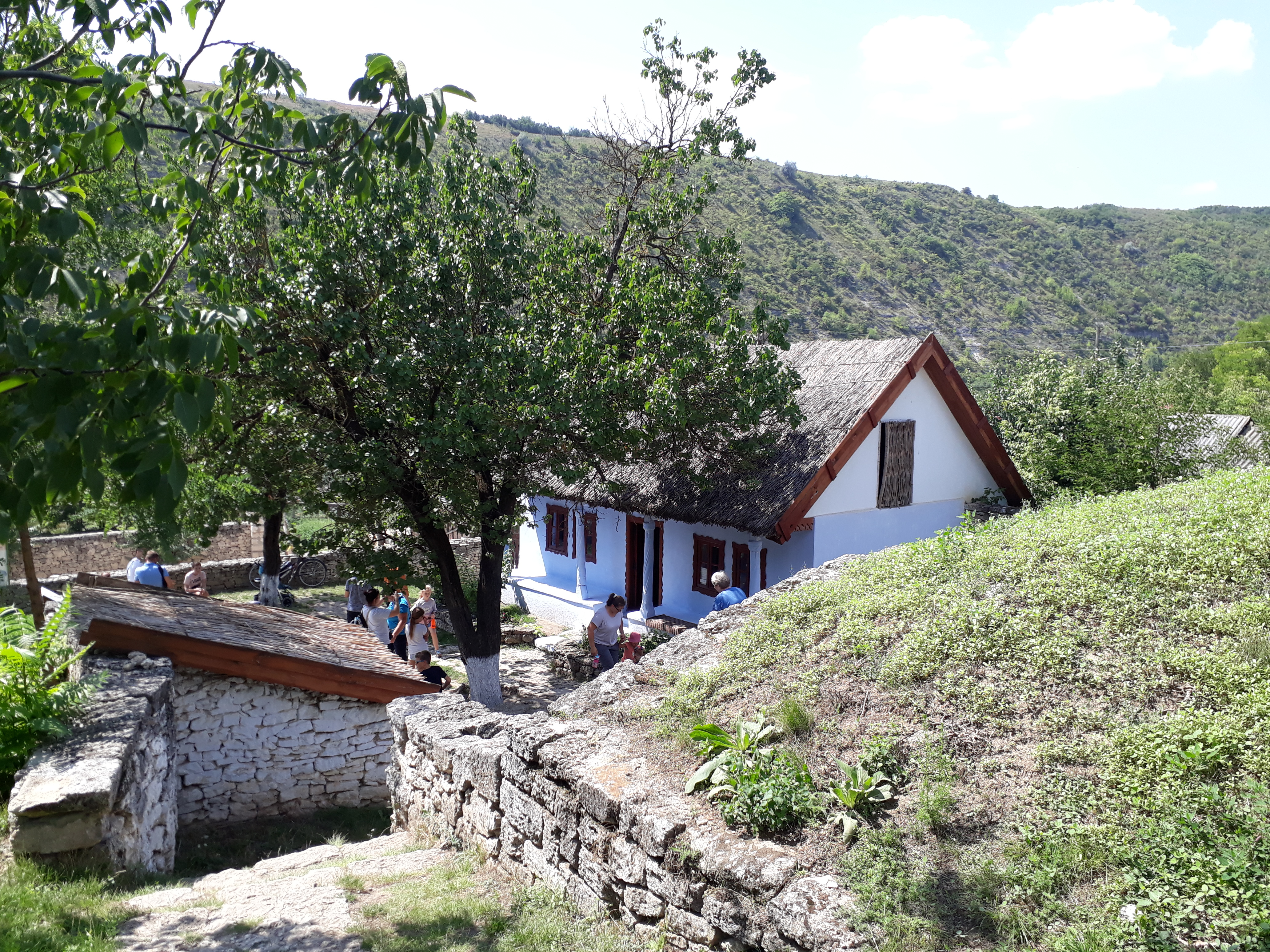
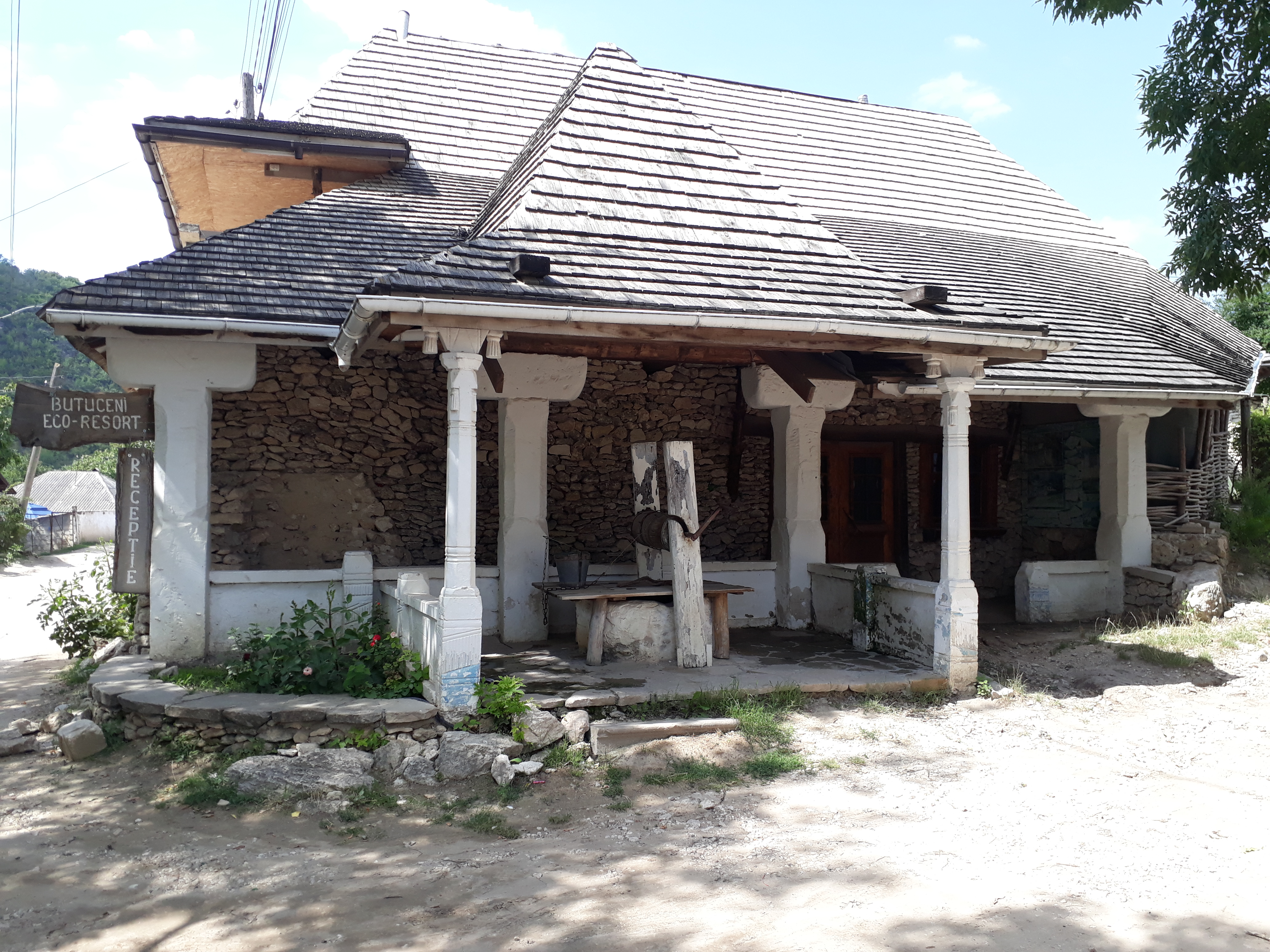

Imagine de epocă

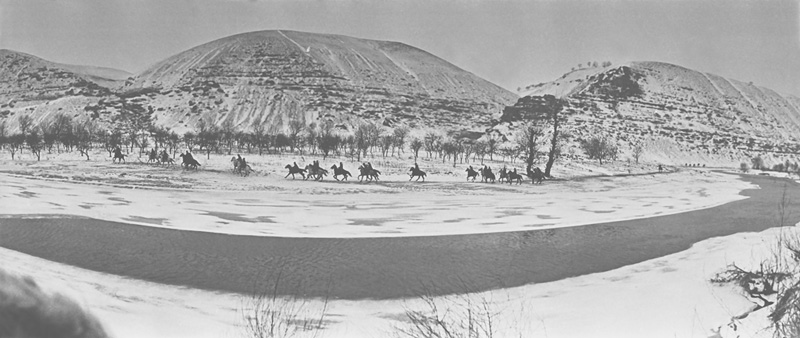
Iarna lui 1968, lângă Butuceni.
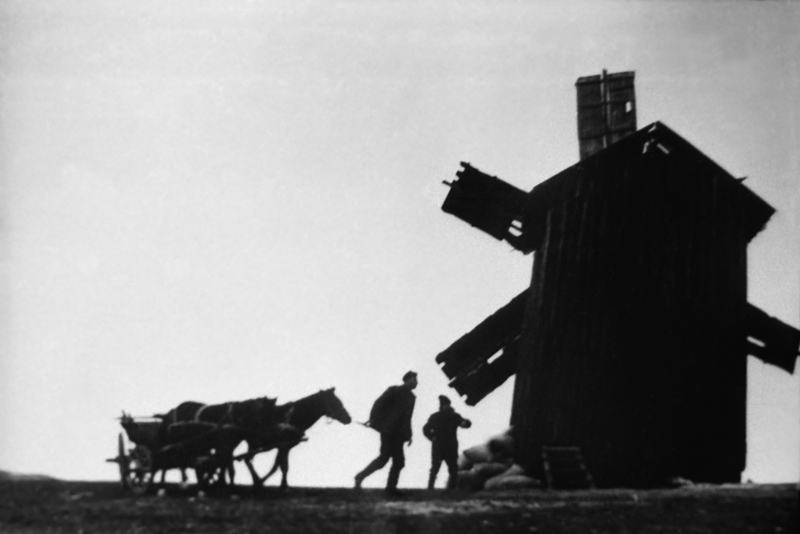
Moara Butucenilor (1968)
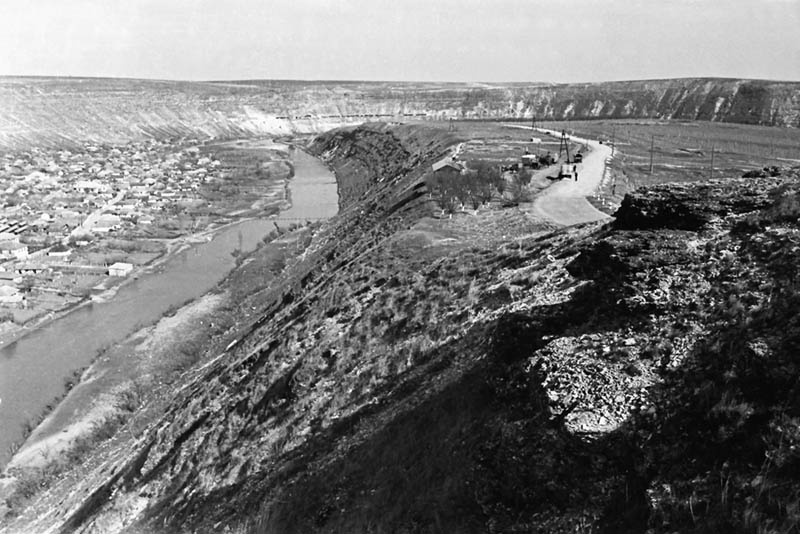
Imagine a satului din 1970
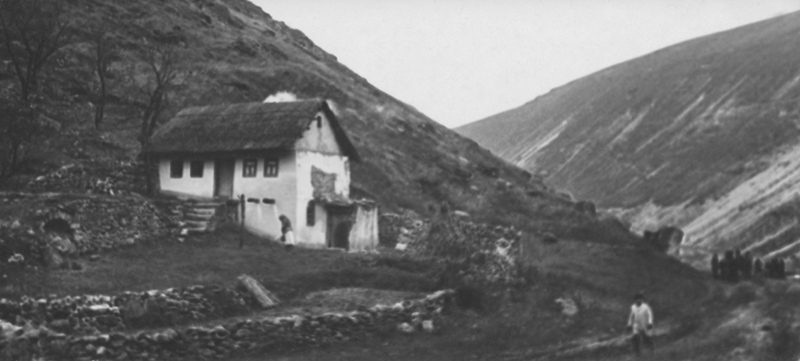
Defileul Butuceni (1972)
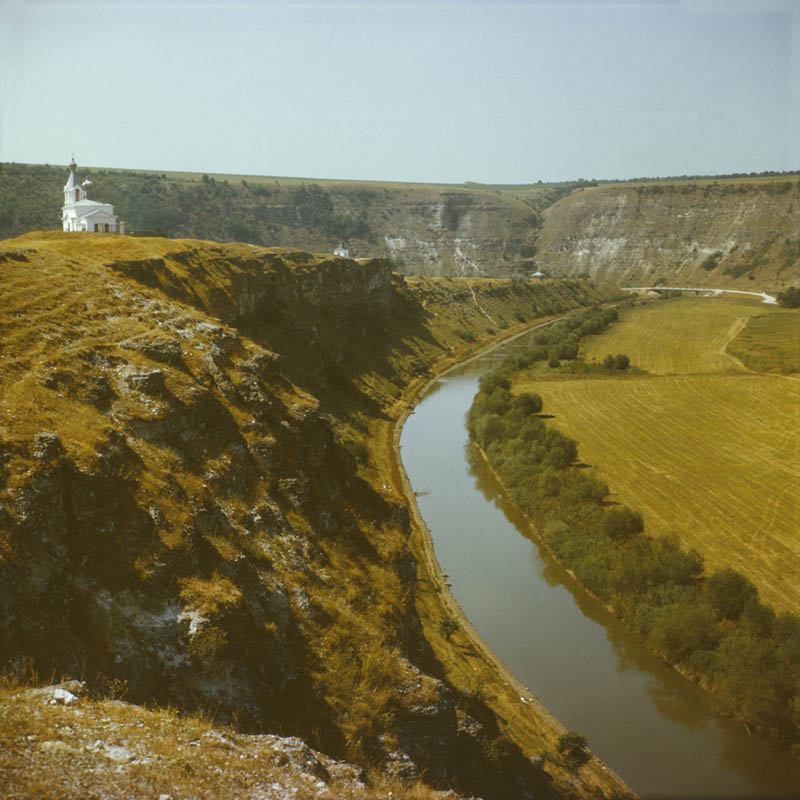
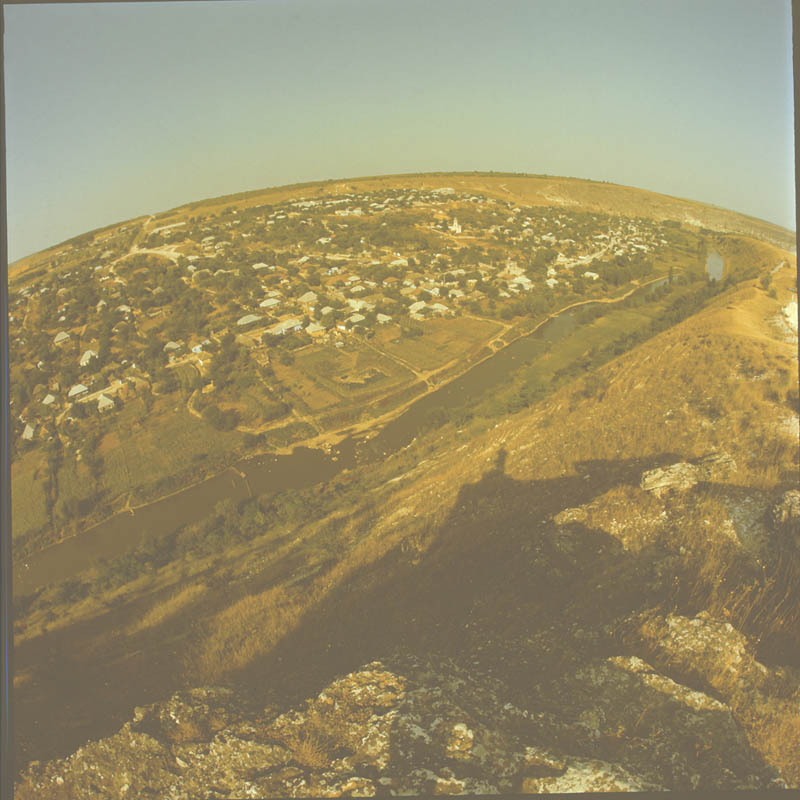
Butuceniul văzut de pe stânci (1992)
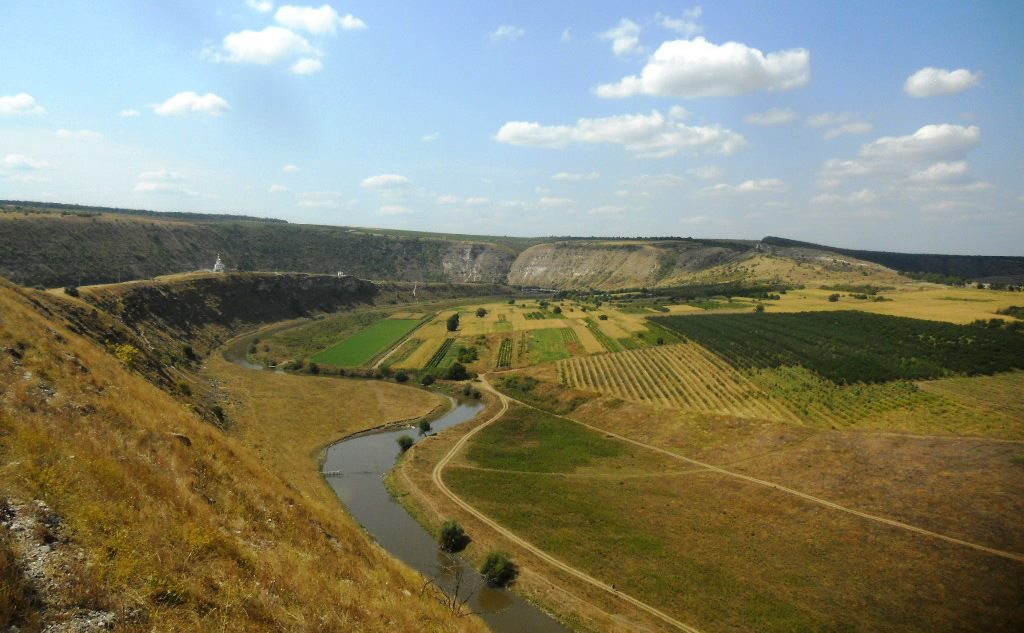
Împrejurimile satului (2013)
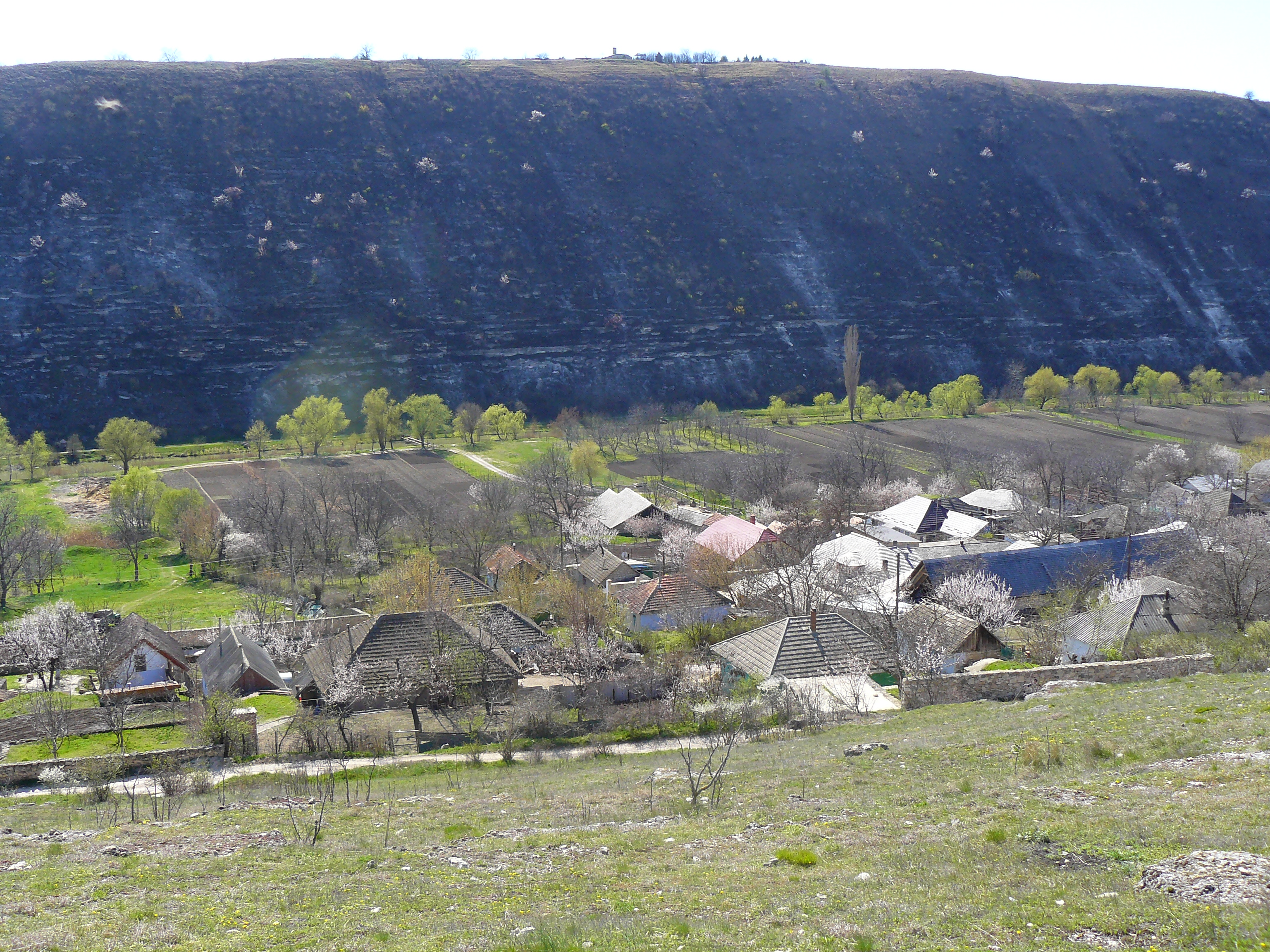
Primăvară basarabeană

Peisaj adiacent

## Vezi și
- Cetatea getică de la Butuceni